# Список адмиралов, вице-адмиралов, контр-адмиралов ВМФ СССР (1961—1991)

## Список
| Список высшего командного состава корабельной службы ВМФ СССР содержит фамилии адмиралов, вице-адмиралов, контр-адмиралов, получивших первичное звание контр-адмирал в период с 1961 по 1991 год. | Список высшего командного состава корабельной службы ВМФ СССР содержит фамилии адмиралов, вице-адмиралов, контр-адмиралов, получивших первичное звание контр-адмирал в период с 1961 по 1991 год. | Список высшего командного состава корабельной службы ВМФ СССР содержит фамилии адмиралов, вице-адмиралов, контр-адмиралов, получивших первичное звание контр-адмирал в период с 1961 по 1991 год. | Список высшего командного состава корабельной службы ВМФ СССР содержит фамилии адмиралов, вице-адмиралов, контр-адмиралов, получивших первичное звание контр-адмирал в период с 1961 по 1991 год. | Список высшего командного состава корабельной службы ВМФ СССР содержит фамилии адмиралов, вице-адмиралов, контр-адмиралов, получивших первичное звание контр-адмирал в период с 1961 по 1991 год. | Список высшего командного состава корабельной службы ВМФ СССР содержит фамилии адмиралов, вице-адмиралов, контр-адмиралов, получивших первичное звание контр-адмирал в период с 1961 по 1991 год. |
| Ф. И. О. | Годы жизни | Контр- адмирал | Вице- адмирал | Адмирал | Адмирал флота |
| --- | --- | --- | --- | --- | --- |
| Аббасов, Абдулихат Умарович | 1929—1996 | 22.02.1983 | — | — | — |
| Абраменко, Энвер Александрович | 1931 | 30.10.1981 | — | — | — |
| Абрамов, Владимир Васильевич | 1926—1986 | 28.10.1976 | — | — | — |
| Абрамов, Клавдий Константинович | 1928—1997 | 07.05.1980 | — | — | — |
| Абрамов, Михаил Борисович | 1931 | 16.02.1979 | — | — | — |
| Авдохин, Геннадий Фёдорович | 1931—2006 | 25.04.1975 | — | — | — |
| Аверин, Валентин Александрович | 1936—2015 | 18.02.1985 | — | — | — |
| Авраамов, Георгий Николаевич | 1928—2004 | 05.05.1976 | 29.10.1984 | — | — |
| Агафонов, Виктор Павлович | 1939—1999 | 18.02.1985 | 15.10.1990 | — | — |
| Агафонов, Геннадий Данилович | 1941—2013 | 22.02.1983 | — | — | — |
| Агафонов, Даниил Иванович | 1914—1970 | 09.05.1961 | — | — | — |
| Азарёнок, Анатолий Романович | 1917—2001 | 19.02.1968 | — | — | — |
| Акатов, Альберт Васильевич | 1930—2016 | 27.10.1977 | — | — | — |
| Акимов, Владимир Ильич | 1924—1996 | 04.11.1973 | 28.10.1976 | — | — |
| Аладкин, Александр Иванович | 1940—2020 | 29.04.1991 | — | — | — |
| Алексеев, Евгений Николаевич | 1938—2021 | 29.10.1988 | — | — | — |
| Алексеев, Олег Викторович | 1940 | 16.08.1989 | — | — | — |
| Алексеев, Станислав Георгиевич | 1932—2014 | 14.02.1978 | — | — | — |
| Алексеев, Юрий Владимирович | 1926—2014 | 14.02.1978 | — | — | — |
| Алексин, Валерий Иванович | 1941—2001 | 30.04.1988 | — | — | — |
| Алёхин, Александр Васильевич | 1924—1983 | 14.02.1980 | — | — | — |
| Аликов, Иван Фёдорович | 1925—2004 | 06.05.1972 | 01.11.1980 | — | — |
| Алферов, Владимир Иванович | 1905—1995 | 22.02.1963 | — | — | — |
| Амбаров, Константин Михайлович | 1933—2013 | 07.05.1980 | — | — | — |
| Аминин, Лев Викторович | 1929—1988 | 16.12.1982 | — | — | — |
| Ананиашвили, Борис Анатольевич | 1927—2015 | 30.10.1978 | — | — | — |
| Андреев, Сергей Степанович | 1925—2016 | 07.05.1980 | — | — | — |
| Андриевский, Василий Антонович | 1926—1999 | 25.04.1975 | — | — | — |
| Андрушкевич, Владислав Александрович | 1923—1991 | 02.11.1972 | — | — | — |
| Анисимов, Виталий Ильич | 1935 | 10.02.1981 | 13.02.1989 | — | — |
| Анохин, Василий Васильевич | 1931—1996 | 01.11.1980 | — | — | — |
| Анохин, Николай Васильевич | 1938—2023 | 29.10.1984 | — | — | — |
| Анохин, Рональд Александрович | 1932—1991 | 30.10.1978 | — | — | — |
| Антонов, Георгий Герасимович | 1918—1996 | 22.02.1963 | — | — | — |
| Антонов, Константин Афанасьевич | 1926—2018 | 14.02.1978 | — | — | — |
| Аполлонов, Александр Николаевич | 1930—2025 | 28.10.1976 | — | — | — |
| Ариночкин, Николай Дмитриевич | 1940 | 07.05.1987 | — | — | — |
| Аристович, Юрий Юрьевич | 1933—2019 | 29.04.1983 | — | — | — |
| Архипов, Василий Александрович | 1926—1998 | 06.05.1972 | 10.02.1981 | — | — |
| Астафьев, Александр Романович | 1916—1994 | 21.02.1969 | — | — | — |
| Афанасьев, Борис Викторович | 1927—1998 | 04.11.1973 | 07.05.1986 | — | — |
| Бабий, Виктор Степанович | 1921—1994 | 27.04.1962 | 28.10.1976 | — | — |
| Бабушкин, Александр Степанович | 1912—1996 | 09.05.1961 | — | — | — |
| Балтин, Эдуард Дмитриевич | 1936—2008 | 17.02.1982 | 07.05.1987 | 16.06.1993 | — |
| Бараненко, Анатолий Афанасьевич | 1947 | 24.10.1991 | — | — | — |
| Баранник, Владимир Григорьевич | 1937—2007 | 22.02.1983 | — | — | — |
| Баранов, Григорий Фёдорович | 1927 | 16.02.1979 | — | — | — |
| Баранов, Николай Михайлович | 1920—1991 | 16.06.1965 | 20.05.1971 | — | — |
| Барановский, Валентин Яковлевич | 1934—2023 | 14.02.1980 | — | — | — |
| Бардащук, Геннадий Харитонович | 1928—1986 | 28.10.1976 | — | — | — |
| Бардеев, Игорь Александрович | 1935—2023 | 29.04.1985 | 17.02.1990 | — | — |
| Барсуков, Иван Иванович | 1937—2020 | 15.10.1990 | — | — | — |
| Бартеньев, Владимир Андреевич | 1929—2013 | 10.02.1981 | — | — | — |
| Батраков, Владимир Иванович | 1926—2010 | 03.02.1977 | — | — | — |
| Батуров, Николай Павлович | 1920—2004 | 25.10.1967 | — | — | — |
| Башкин, Владимир Николаевич | 1924—1999 | 25.10.1979 | — | — | — |
| Бевз, Сергей Семёнович | 1921—1982 | 19.02.1968 | 02.11.1972 | — | — |
| Бедердинов, Владимир Арифуллович | 1947—2021 | 06.05.1989 | — | — | — |
| Безкоровайный, Владимир Герасимович | 1944—2017 | 17.02.1988 | 07.07.1992 | — | — |
| Безносов, Вячеслав Николаевич | 1935—2016 | 29.04.1985 | — | — | — |
| Безпальчев, Константин Константинович | 1925—2024 | 28.10.1976 | — | — | — |
| Бекетов, Юрий Флавианович | 1932—2015 | ???? | — | — | — |
| Белашев, Виктор Григорьевич | 1927—1981 | 06.05.1972 | 30.10.1978 | — | — |
| Белов, Анатолий Александрович | 1918—1982 | 13.04.1964 | — | — | — |
| Белов, Юрий Павлович | 1937—2011 | 03.11.1983 | 15.10.1990 | — | — |
| Белоруков, Николай Павлович | 1914—1984 | 27.04.1962 | — | — | — |
| Белоус, Павел Павлович | 1924—2009 | 06.05.1972 | 25.10.1979 | — | — |
| Белоусов, Алексей Арсентьевич | 1939—2025 | 03.02.1984 | — | — | — |
| Белоусов, Борис Михайлович | 1934 | 10.01.1991 | — | — | — |
| Белоусов, Валентин Андреевич | 1944 | 15.10.1990 | — | — | — |
| Белоусов, Павел Иванович | 1911—1985 | 27.04.1962 | — | — | — |
| Белышев, Леонид Леонидович | 1934—2018 | 29.10.1988 | — | — | — |
| Беляев, Павел Григорьевич | 1918—2000 | 13.04.1964 | — | — | — |
| Беляев, Станислав Николаевич | 1941—2006 | 29.10.1987 | — | — | — |
| Беляков, Леонид Григорьевич | 1913—1995 | 25.10.1967 | — | — | — |
| Беляков, Николай Иванович | 1925—1992 | 19.02.1968 | — | — | — |
| Беляшов, Георгий Степанович | 1922—2006 | 15.12.1972 | — | — | — |
| Береговой, Николай Никитович | 1939 | 05.11.1985 | 01.11.1989 | — | — |
| Березин, Владимир Фёдорович | 1940—2010 | 29.10.1988 | — | — | — |
| Березовский, Вадим Леонидович | 1929—2013 | 04.11.1973 | — | — | — |
| Берзин, Александр Александрович | 1946 | 06.05.1989 | — | — | — |
| Берзин, Альфред Семёнович | 1933—2022 | 25.10.1979 | — | — | — |
| Бец, Валентин Иванович | 1928—2003 | 25.04.1975 | — | — | — |
| Бешкарев, Владимир Михайлович | 1930 | 28.04.1984 | — | — | — |
| Бирюков, Вячеслав Владимирович | 1945 | 29.10.1987 | — | — | — |
| Бисовка, Николай Захарович | 1930—2002 | 16.12.1982 | 30.04.1988 | — | — |
| Бичурин, Амир Имамович | 1935 | 30.10.1981 | — | — | — |
| Бледнев, Алексей Иванович | 1914—1966 | 27.04.1962 | — | — | — |
| Блинов, Геннадий Алексеевич | 1934—1992 | 03.02.1984 | — | — | — |
| Бобин, Иван Фёдорович | 1914—1975 | 22.02.1963 | — | — | — |
| Бобровский, Валерий Александрович | 1946—2009 | 17.02.1990 | 11.12.2001 | — | — |
| Бобырев, Олег Дмитриевич | 1931—1999 | 03.11.1983 | 29.10.1988 | — | — |
| Богатырев, Александр Сергеевич | 1945—2021 | 07.02.1991 | — | — | — |
| Богачев, Николай Алексеевич | 1931—1984 | 14.02.1978 | — | — | — |
| Богданов, Борис Сергеевич | 1949 | 24.10.1991 | — | — | — |
| Богданов, Константин Павлович | 1930—2000 | 07.05.1980 | — | — | — |
| Бодаревский, Юрий Сергеевич | 1916—2001 | 22.02.1963 | 15.12.1972 | — | — |
| Бондарев, Владимир Петрович | 1941—1994 | 31.10.1986 | — | — | — |
| Бондаренко, Григорий Алексеевич | 1921—1988 | 27.04.1962 | 07.05.1966 | 15.12.1972 | — |
| Бондарь, Григорий Петрович | 1921—2000 | 15.12.1972 | — | — | — |
| Боравенков, Николай Иванович | 1920—1985 | 13.04.1964 | 20.05.1971 | — | — |
| Борзаковский, Александр Поликарпович | 1910—1996 | 27.04.1962 | — | — | — |
| Борисеев, Николай Сергеевич | 1924—1997 | 29.04.1970 | — | — | — |
| Борисов, Гавриил Гавриилович | 1915—1988 | 22.02.1963 | — | — | — |
| Бородин, Эрик Сергеевич | 1926—2003 | 15.12.1972 | — | — | — |
| Бородич, Евгений Андреевич | 1944 | 16.08.1989 | — | — | — |
| Бочаров, Владимир Александрович | 1941—2001 | 29.04.1991 | — | — | — |
| Бочкарев, Михаил Павлович | 1918—2017 | 06.05.1972 | — | — | — |
| Бояркин, Владимир Дмитриевич | 1945—2006 | 25.04.1990 | — | — | — |
| Бояркин, Юрий Иванович | 1946 | 29.10.1988 | — | — | — |
| Бузов, Евгений Яковлевич | 1926 | 29.04.1985 | — | — | — |
| Буйнов, Виктор Михайлович | 1928—1991 | 08.11.1971 | 18.02.1985 | — | — |
| Букань, Петр Зиновьевич | 1919—2014 | 15.12.1972 | — | — | — |
| Булыгин, Юрий Дмитриевич | 1929—2017 | 30.10.1981 | — | — | — |
| Бульон, Эрнест Генрихович | 1926—2009 | 27.10.1977 | — | — | — |
| Бурлаченко, Пётр Дмитриевич | 1917—1977 | 07.05.1966 | — | — | — |
| Бусырев, Валерий Михайлович | 1942—1998 | 29.10.1987 | — | — | — |
| Бутов, Сергей Алексеевич | 1923—2013 | 28.10.1976 | 07.05.1980 | — | — |
| Бутузов, Евгений Васильевич | 1924—2000 | 25.04.1975 | — | — | — |
| Быков, Борис Христофорович | 1916—1994 | 25.10.1967 | — | — | — |
| Быков, Василий Иванович | 1920—1999 | 29.04.1970 | — | — | — |
| Бырин, Владислав Николаевич | 1932—2016 | 31.10.1986 | — | — | — |
| Быстров, Юрий Александрович | 1930—2009 | 01.11.1980 | 30.04.1988 | — | — |
| Важенин, Валентин Васильевич | 1929—2022 | 04.05.1981 | — | — | — |
| Валуев, Владимир Прокофьевич | 1947 | 15.10.1990 | 06.11.1996 | 12.12.2001 | — |
| Варганов, Владимир Фёдорович | 1928—2009 | 25.04.1975 | 29.10.1984 | — | — |
| Варгин, Сергей Павлович | 1926—2009 | 14.02.1978 | 16.12.1982 | — | — |
| Вартанян, Левон Паруйрович | 1929—2015 | 30.10.1981 | — | — | — |
| Васильев, Вячеслав Александрович | 1946 | 15.10.1990 | 06.05.1993 | — | — |
| Васильев, Иван Фёдорович | 1944—2021 | 15.10.1990 | 09.06.1993 | 05.05.1995 | — |
| Васильев, Лев Алексеевич | 1936—2016 | 16.12.1982 | 17.02.1990 | — | — |
| Васильев, Яков Иванович | 1918—1978 | 09.05.1961 | — | — | — |
| Васюков, Лев Яковлевич | 1928—2000 | 08.11.1971 | — | — | — |
| Ващенко, Владимир Никифорович | 1921—2013 | 23.02.1972 | 14.02.1977 | — | — |
| Ващин, Леонид Николаевич | 1943 | 25.04.1990 | — | — | — |
| Ведерников, Юрий Николаевич | 1940 | 03.02.1984 | — | — | — |
| Великов, Дмитрий Иванович | 1929—2001 | 29.10.1984 | — | — | — |
| Величко, Владимир Макарович | 1937 | 25.04.1990 | 11.01.1991 | — | — |
| Венцюлис, Леонард Станиславович | 1930 | 29.10.1984 | — | — | — |
| Вереникин, Игорь Иванович | 1926—2001 | 22.02.1971 | — | — | — |
| Вершинин, Дмитрий Александрович | 1906—2000 | 09.05.1961 | — | — | — |
| Ветошкин, Юрий Иванович | 1934—1997 | 17.02.1982 | — | — | — |
| Визаулин, Анатолий Павлович | 1935—1997 | 30.04.1982 | — | — | — |
| Викторов, Василий Андреевич | 1939 | 01.11.1989 | 23.12.1994 | — | — |
| Вилюков, Владимир Иванович | 1932 | 18.02.1985 | — | — | — |
| Винник, Алексей Григорьевич | 1932 | 05.11.1985 | — | — | — |
| Виргинский, Василий Николаевич | 1922—1994 | 21.02.1969 | 14.02.1978 | — | — |
| Вирковский, Виктор Александрович | 1943—1999 | 25.04.1990 | 05.05.1995 | — | — |
| Висовень, Владимир Степанович | 1940 | 15.10.1990 | — | — | — |
| Владимиров, Валерий Васильевич | 1926—2008 | 05.05.1976 | — | — | — |
| Владимиров, Владимир Владимирович | 1928—1996 | 03.11.1983 | — | — | — |
| Власов, Валентин Андреевич | 1928—2020 | 25.04.1975 | 17.02.1986 | — | — |
| Водоватов, Виктор Алексеевич | 1946—2025 | 17.02.1988 | — | — | — |
| Воинов, Дмитрий Павлович | 1941—2006 | 29.04.1985 | 15.10.1990 | — | — |
| Волгин, Олег Михайлович | 1928—1995 | 25.04.1975 | — | — | — |
| Волков, Виктор Яковлевич | 1937—1987 | 07.05.1980 | — | — | — |
| Волобуев, Евгений Иванович | 1924—2016 | 06.11.1970 | 04.11.1973 | — | — |
| Воловик, Фёдор Степанович | 1926—1974 | 06.11.1970 | — | — | — |
| Воронин, Анатолий Анатольевич | 1946 | 17.02.1990 | — | — | — |
| Воронов, Юрий Александрович | 1930—1986 | 25.04.1974 | 16.12.1982 | — | — |
| Вырелкин, Павел Иванович | 1913—1990 | 27.04.1962 | — | — | — |
| Выскребенцев, Владимир Васильевич | 1937 | 16.08.1989 | — | — | — |
| Вьюненко, Николай Петрович | 1921—1990 | 14.02.1978 | — | — | — |
| Гавренков, Владимир Михайлович | 1935—1998 | 30.10.1978 | — | — | — |
| Гаврилов, Анатолий Васильевич | 1945 | 29.04.1991 | — | — | — |
| Гагаркин, Валентин Николаевич | 1918—1994 | 19.02.1968 | — | — | — |
| Гаджиев, Альберт Имадутдинович | 1936—2010 | 29.10.1984 | — | — | — |
| Гайдар, Тимур Аркадьевич | 1926—1999 | 01.11.1980 | — | — | — |
| Галимов, Растям Ибрагимович | 1938—2009 | 03.05.1989 | — | — | — |
| Галин, Владимир Николаевич | 1926—1990 | 07.05.1980 | — | — | — |
| Галустов, Иван Хачатурович | 1926—2001 | 28.10.1976 | — | — | — |
| Ганжа, Андрей Фомич | 1914—1982 | 27.04.1962 | — | — | — |
| Ганрио, Аркадий Викторович | 1925—2020 | 19.02.1968 | — | — | — |
| Гарвалинский, Владислав Матвеевич | 1909—1967 | 27.04.1962 | — | — | — |
| Гаркуша, Лев Георгиевич | 1919—1998 | 22.02.1963 | 04.11.1973 | — | — |
| Гарманчук, Евгений Фёдорович | 1934—2009 | 17.02.1988 | — | — | — |
| Гатчинский, Витольд Георгиевич | 1925—1997 | 30.10.1978 | — | — | — |
| Герасимов, Владимир Иванович | 1925—2009 | 23.02.1972 | — | — | — |
| Гераськин, Юлий Николаевич | 1923—2010 | 25.04.1975 | — | — | — |
| Глебов, Евгений Павлович | 1924—1975 | 25.04.1975 | — | — | — |
| Глоба, Яков Николаевич | 1919—1988 | 13.04.1964 | 29.04.1970 | — | — |
| Говако, Геннадий Григорьевич | 1916—1995 | 16.06.1965 | — | — | — |
| Гокинаев, Виктор Александрович | 1937 | 03.11.1983 | — | — | — |
| Голенко, Георгий Борисович | 1919—2001 | 29.04.1970 | — | — | — |
| Голин, Борис Николаевич | 1938 | 31.10.1986 | — | — | — |
| Голицын, Владимир Михайлович | 1919—1984 | 16.06.1965 | — | — | — |
| Головачев, Александр Семёнович | 1926—2003 | 08.05.1974 | — | — | — |
| Головко, Владимир Ильич | 1911—1987 | 27.04.1962 | — | — | — |
| Головко, Леонид Иванович | 1940 | 03.02.1984 | 07.07.1992 | — | — |
| Голосов, Рудольф Александрович | 1927—2022 | 08.11.1971 | 25.10.1979 | — | — |
| Голота, Григорий Емельянович | 1923—1980 | 25.10.1967 | — | — | — |
| Голубков, Александр Сергеевич | 1939—2002 | 05.11.1985 | — | — | — |
| Гонтаев, Алексей Михайлович | 1919—1992 | 09.05.1961 | 04.11.1973 | — | — |
| Горбатовский, Степан Петрович | 1912—1990 | 22.02.1963 | — | — | — |
| Горбунов, Александр Васильевич | 1940—2000 | 29.10.1988 | 07.07.1992 | 23.12.1994 | — |
| Гордеев, Игорь Иванович | 1942 | 29.10.1984 | — | — | — |
| Гордеев, Николай Викторович | 1931—2005 | 01.11.1980 | — | — | — |
| Горев, Виктор Алексеевич | 1936—2020 | 10.02.1981 | 07.07.1992 | — | — |
| Горожин, Евгений Павлович | 1930—1990 | 29.04.1985 | — | — | — |
| Горонцов, Виктор Васильевич | 1922—1981 | 06.05.1972 | — | — | — |
| Горохов, Георгий Александрович | 1933—2017 | 29.04.1985 | — | — | — |
| Горшков, Николай Иванович | 1939—1989 | 16.12.1982 | — | — | — |
| Горшколепов, Александр Николаевич | 1928—2001 | 28.10.1976 | — | — | — |
| Готовчиц, Роберт Владимирович | 1929—2013 | 16.12.1982 | — | — | — |
| Гречко, Яков Архипович | 1923—2002 | 14.02.1977 | — | — | — |
| Григорьев, Станислав Васильевич | 1934—2007 | 27.10.1988 | — | — | — |
| Гриднев, Владимир Васильевич | 1928—1989 | 29.04.1985 | — | — | — |
| Гришанов, Валерий Васильевич | 1939—1998 | 17.02.1986 | 29.04.1991 | 23.12.1994 | — |
| Гришанов, Владимир Васильевич | 1945 | 06.05.1989 | 31.12.1993 | 06.05.1996 | — |
| Грищук, Павел Андреевич | 1924—2009 | 04.11.1973 | — | — | — |
| Громов, Борис Иванович | 1930—2005 | 08.11.1971 | 13.02.1976 | — | — |
| Громов, Гавриил Алексеевич | 1916—2012 | 09.05.1961 | — | — | — |
| Громов, Феликс Николаевич | 1937—2021 | 16.12.1982 | 17.02.1986 | 27.10.1988 | 13.06.1996 |
| Грумбков, Олег Павлович | 1922—2000 | 29.04.1970 | — | — | — |
| Гулин, Василий Петрович | 1925—2009 | 14.02.1978 | — | — | — |
| Гуляев, Михаил Иванович | 1923—1978 | 08.11.1971 | — | — | — |
| Гуляев, Юрий Гаврилович | 1928—2006 | 14.02.1978 | — | — | — |
| Гуринов, Георгий Николаевич | 1939—2012 | 05.11.1985 | 29.04.1988 | 19.04.1993 | — |
| Гуров, Константин Михайлович | 1921—1986 | 25.04.1975 | — | — | — |
| Гурьянов, Владимир Михайлович | 1934—2000 | 07.05.1986 | — | — | — |
| Гусев, Павел Петрович | 1928—2011 | 28.10.1976 | — | — | — |
| Давидович, Борис Глебович | 1922—1988 | 29.04.1970 | — | — | — |
| Давыдов, Анатолий Семёнович | 1946—2013 | 29.04.1991 | — | — | — |
| Далматов, Николай Николаевич | 1925—1977 | 21.12.1971 | 1975 | — | — |
| Даньков, Юрий Николаевич | 1934—2019 | 25.10.1979 | — | — | — |
| Дарнопых, Виталий Иванович | 1940—2019 | 31.10.1986 | — | — | — |
| Двинденко, Лев Евгеньевич | 1927—2017 | 13.02.1976 | — | — | — |
| Дворянчиков, Владимир Васильевич | 1947—2009 | 15.10.1990 | — | — | — |
| Девятайкин, Виктор Васильевич | 1945—1989 | 29.04.1985 | — | — | — |
| Девятериков, Николай Иванович | 1924—2004 | 15.07.1957 | 04.11.1973 | — | — |
| Дементьев, Ростислав Петрович | 1915—1992 | 27.04.1962 | — | — | — |
| Денисенков, Владимир Андреевич | 1937—2011 | 31.10.1986 | — | — | — |
| Денисов, Василий Павлович | 1928—2017 | 01.11.1980 | — | — | — |
| Деревлёв, Михаил Петрович | 1941 | 17.02.1990 | — | — | — |
| Дерюгин, Геннадий Александрович | 1936—2022 | 03.11.1983 | — | — | — |
| Джавадов, Джалил Мамед Али оглы | 1916—1980 | 19.02.1968 | — | — | — |
| Директоров, Николай Фёдорович | 1933 — 2007 | 29.10.1984 | — | — | — |
| Дицкий, Григорий Филиппович | 1918—2006 | 25.10.1967 | — | — | — |
| Дмитриев, Василий Васильевич | 1918—2004 | 04.11.1973 | — | — | — |
| Добросельский, Станислав Васильевич | 1928—2009 | 07.05.1980 | — | — | — |
| Добушев, Виктор Николаевич | 1936—2015 | 29.10.1988 | — | — | — |
| Довженко, Владимир Николаевич | 1944—2020 | 16.08.1989 | — | — | — |
| Долотов, Алексей Иванович | 1947 | 07.05.1986 | 24.10.1991 | — | — |
| Домрин, Павел Фёдорович | 1917—1989 | 19.02.1968 | — | — | — |
| Домысловский, Виктор Александрович | 1920—1979 | 04.11.1973 | — | — | — |
| Донец, Борис Яковлевич | 1915—2005 | 09.05.1961 | — | — | — |
| Дорогин, Валерий Фёдорович | 1946 | 29.04.1991 | 15.11.1996 | — | — |
| Дорошенко, Виктор Николаевич | 1916—2005 | 16.06.1965 | — | — | — |
| Дронин, Пётр Степанович | 1922—2010 | 29.04.1970 | 22.06.2000 | — | — |
| Другов, Борис Васильевич | 1920—1987 | 25.10.1967 | — | — | — |
| Дружинин, Евгений Никитович | 1923—2009 | 09.12.1977 | — | — | — |
| Дубейко, Дмитрий Васильевич | 1922—2001 | 25.04.1975 | — | — | — |
| Дубенко, Алексей Иванович | 1922—1982 | 14.02.1977 | — | — | — |
| Дубровин, Павел Филиппович | 1938—2023 | ???? | — | — | — |
| Дубяга, Иван Романович | 1929—1999 | 14.02.1978 | — | — | — |
| Дубягин, Павел Романович | 1925—2011 | 25.04.1975 | — | — | — |
| Дудин, Анатолий Васильевич | 1917—1967 | 13.04.1964 | — | — | — |
| Дудин, Василий Иванович | 1929—2014 | 27.10.1977 | — | — | — |
| Дыгало, Виктор Ананьевич | 1926—2011 | 19.02.1968 | — | — | — |
| Дымов, Ростислав Леонидович | 1933—2009 | 14.02.1977 | 29.04.1983 | — | — |
| Дьяконский, Николай Павлович | 1927—2002 | 27.10.1977 | 30.10.1981 | — | — |
| Дьяченко, Андрей Иванович | 1926—1984 | 01.11.1980 | — | — | — |
| Дьяченко, Георгий Данилович | 1913—1982 | 27.04.1962 | — | — | — |
| Евдокименко, Александр Маркович | 1931—2023 | 17.02.1982 | — | — | — |
| Евланов, Александр Гаврилович | 1923—1992 | 27.10.1977 | — | — | — |
| Евсеев, Иван Александрович | 1920—1966 | 27.04.1962 | — | — | — |
| Евсеев, Фёдор Павлович | 1920—2003 | 25.10.1967 | — | — | — |
| Евтушенко, Виктор Григорьевич | 1913—1967 | 27.04.1962 | — | — | — |
| Егоркин, Николай Васильевич | 1935—1993 | 17.02.1976 | — | — | — |
| Егоров, Владимир Григорьевич | 1938—2022 | 05.11.1985 | 15.02.1989 | 24.10.1991 | — |
| Егоров, Геннадий Васильевич | 1930—1985 | 14.02.1977 | — | — | — |
| Егоров, Николай Касьянович | 1920—1985 | 16.06.1965 | 14.02.1978 | — | — |
| Егурнов, Василий Сергеевич | 1921—2001 | 25.10.1967 | — | — | — |
| Елагин, Владимир Сергеевич | 1916—1989 | 27.04.1962 | — | — | — |
| Елагин, Николай Михайлович | 1917—1993 | 07.05.1966 | — | — | — |
| Елисеев, Владислав Дмитриевич | 1935—1992 | 17.02.1990 | — | — | — |
| Емелин, Геннадий Валентинович | 1933—1999 | 25.10.1979 | | — | — |
| Епифанов, Анатолий Леонидович | 1925—2001 | 16.02.1979 | — | — | — |
| Ерёменко, Анатолий Павлович | 1944—1993 | 29.04.1985 | 29.04.1991 | — | — |
| Ерёменко, Павел Петрович | 1917—2003 | 09.05.1961 | — | — | — |
| Ерёмин, Василий Петрович | 1943—2020 | 07.05.1987 | 07.07.1992 | 23.12.1994 | — |
| Ермаков, Евгений Иванович | 1935—2013 | 29.04.1983 | 30.04.1988 | — | — |
| Ермаков, Николай Афанасьевич | 1929—2021 | 30.10.1978 | — | — | — |
| Ермаков, Николай Васильевич | 1945 | 15.02.1989 | — | — | — |
| Ермилов, Михаил Михайлович | 1945 | 17.02.1990 | — | — | — |
| Ерофеев, Олег Александрович | 1940—2022 | 17.02.1982 | 07.02.1991 | 07.07.1992 | — |
| Ерофицкий, Иван Никитович | 1931—2006 | 07.05.1980 | — | — | — |
| Ефимов, Сергей Михайлович | 1927—1994 | 27.10.1977 | — | — | — |
| Жабко, Зигмунд Иванович | 1939—2020 | 07.02.1991 | — | — | — |
| Жардецкий, Александр Владиславович | 1931—2005 | 25.10.1979 | — | — | — |
| Жданов, Леонид Иванович | 1938 | 16.12.1982 | 25.04.1990 | — | — |
| Жеглов, Юрий Иванович | 1935—1994 | 30.10.1981 | 07.02.1991 | — | — |
| Жиделев, Аркадий Иванович | 1928—2007 | 14.02.1978 | — | — | — |
| Жилин, Карл Иванович | 1928—2006 | 30.10.1978 | — | — | — |
| Жильцов, Лев Михайлович | 1928—1996 | 25.04.1975 | — | — | — |
| Жуйко, Иван Иосифович | 1917—1982 | 22.02.1963 | — | — | — |
| Жуков, Яков Карпович | 1915—1998 | 25.10.1967 | — | — | — |
| Журавель, Василий Семёнович | 1927—1982 | 04.11.1973 | — | — | — |
| Журавков, Николай Никитич | 1916—2001 | 21.02.1969 | — | — | — |
| Зайцев, Лев Васильевич | 1922—1995 | 16.02.1979 | — | — | — |
| Зайцев, Николай Павлович | 1940—2022 | 29.10.1988 | — | — | — |
| Закорин, Никита Дмитриевич | 1946—2023 | 15.10.1990 | — | — | — |
| Заморев, Вячеслав Иванович | 1932—2004 | 14.02.1977 | — | — | — |
| Зарубин, Леонид Кириллович | 1927—2001 | 25.04.1975 | 17.02.1986 | — | — |
| Затула, Владимир Петрович | 1936—2014 | 30.10.1981 | — | — | — |
| Захаренко, Михаил Георгиевич | 1947 | 25.04.1990 | — | — | — |
| Захаров, Фридрих Фёдорович | 1928—2005 | 30.10.1978 | — | — | — |
| Захаровский, Владимир Дмитриевич | 1935 | 16.02.1979 | — | — | — |
| Захарцев, Виктор Иванович | 1937—2021 | 29.10.1987 | — | — | — |
| Захарьин, Владимир Константинович | 1932—1991 | 16.12.1982 | 17.02.1988 | — | — |
| Захарьяш, Эдуард Сергеевич | 1941 | 15.10.1990 | — | — | — |
| Зеленин, Николай Васильевич | 1941—2019 | 29.04.1991 | — | — | — |
| Зеленков, Валерий Александрович | 1939 | 25.04.1990 | — | — | — |
| Зембовский, Евгений Иванович | 1933—2009 | 14.02.1977 | — | — | — |
| Зенченко, Пётр Трофимович | 1925—1992 | 21.02.1969 | — | — | — |
| Зимин, Эдуард Юрьевич | 1928—2016 | 16.02.1979 | — | — | — |
| Зинин, Борис Михайлович | 1941—2023 | 07.05.1987 | 19.04.1993 | — | — |
| Золотухин, Вячеслав Дмитриевич | 1926—1998 | 20.05.1971 | — | — | — |
| Золотухин, Геннадий Евпатьевич | 1934—2012 | 03.11.1983 | 07.05.1987 | — | — |
| Зорин, Николай Иванович | 1941 | 30.06.1990 | — | — | — |
| Зотов, Пётр Георгиевич | 1917—1973 | 25.10.1967 | — | — | — |
| Зуб, Виталий Иванович | 1929—1998 | 25.04.1975 | 25.10.1979 | — | — |
| Зубков, Евгений Емельянович | 1931—2020 | 18.02.1985 | — | — | — |
| Зубков, Радий Анатольевич | 1931—2020 | 28.10.1976 | — | — | — |
| Зуев, Виктор Яковлевич | 1928—1984 | 25.04.1975 | — | — | — |
| Зуенко, Сергей Павлович | 1918—2002 | 19.02.1968 | — | — | — |
| Иваницкий, Леонид Николаевич | 1943—1998 | 25.04.1990 | — | — | — |
| Иванов, Валерий Владимирович | 1945 | 15.10.1990 | — | — | — |
| Иванов, Василий Фёдорович | 1934—2007 | 29.10.1984 | — | — | — |
| Иванов, Виталий Павлович | 1935—2024 | 28.10.1976 | 18.02.1985 | 07.05.1987 | — |
| Иванов, Виталий Степанович | 1924—2008 | 17.02.1982 | — | — | — |
| Иванов, Владимир Петрович | 1934—2011 | ???? | — | — | — |
| Иванов, Дмитрий Антонович | 1937 | 29.10.1984 | — | — | — |
| Иванов, Иван Яковлевич | 1926—1993 | 17.02.1982 | — | — | — |
| Иванов, Николай Тарасович | 1932—2011 | 27.10.1977 | — | — | — |
| Иванов, Павел Карпович | 1914—1982 | 09.05.1961 | — | — | — |
| Иванов, Степан Степанович | 1918—1993 | 07.05.1966 | — | — | — |
| Иванов, Юрий Васильевич | 1920—1990 | 09.05.1961 | 06.05.1972 | — | — |
| Ивлев, Аркадий Васильевич | 1932—2001 | 16.12.1982 | — | — | — |
| Ивлиев, Николай Васильевич | 1918—2015 | 07.05.1966 | — | — | — |
| Игнатов, Николай Константинович | 1925—1978 | 23.02.1967 | — | — | — |
| Игнатов, Николай Сергеевич | 1924—1997 | 07.05.1980 | — | — | — |
| Игнатьев, Николай Михайлович | 1916—1979 | 07.05.1966 | — | — | — |
| Ильин, Анатолий Семёнович | 1936—1993 | 29.04.1983 | — | — | — |
| Ильченко, Юрий Анатольевич | 1922—2008 | 25.10.1967 | — | — | — |
| Исай, Григорий Гаврилович | 1920—1989 | 09.05.1961 | 25.10.1967 | — | — |
| Искандеров, Марс Джемалович | 1927—2003 | 06.05.1972 | 16.12.1982 | — | — |
| Истратов, Николай Михайлович | 1924—1994 | 14.02.1978 | — | — | — |
| Ищенко, Николай Максимович | 1936 | 29.10.1984 | — | — | — |
| Кабанов, Валентин Гаврилович | 1923—2002 | 01.11.1980 | — | — | — |
| Кабанов, Иван Петрович | 1921—1991 | 23.02.1967 | — | — | — |
| Кайсин, Юрий Анатольевич | 1940 | 05.11.1985 | — | — | — |
| Калабин, Владимир Иванович | 1939—2018 | 03.11.1983 | 17.02.1988 | — | — |
| Калайда, Геннадий Михайлович | 1934—1995 | 30.10.1981 | — | — | — |
| Калашников, Владимир Сергеевич | 1939—2015 | 25.10.1979 | 17.02.1990 | — | — |
| Калашников, Михаил Прокопьевич | 1922—1983 | 19.02.1968 | — | — | — |
| Калашников, Юрий Николаевич | 1927—2002 | 28.10.1976 | — | — | — |
| Калинин, Алексей Михайлович | 1928—2004 | 04.11.1973 | 14.02.1978 | 03.11.1983 | — |
| Калинин, Виталий Александрович | 1933—2008 | 30.04.1988 | — | — | — |
| Калинин, Владимир Григорьевич | 1932—2013 | 03.11.1983 | — | — | — |
| Калинин, Олег Михайлович | 1923—1984 | 28.10.1976 | — | — | — |
| Калухин, Владимир Константинович | 1928—1994 | 25.10.1979 | — | — | — |
| Кальненко, Иван Иванович | 1911—1966 | 09.05.1961 | — | — | — |
| Камчатный, Валерий Максимович | 1942 | 07.02.1991 | — | — | — |
| Кандалинцев, Виталий Александрович | 1928—1994 | 06.05.1972 | — | — | — |
| Кантур, Фёдор Иванович | 1928—1986 | 07.05.1980 | — | — | — |
| Капитанец, Иван Матвеевич | 1928—2018 | 06.05.1972 | 25.04.1975 | 17.02.1982 | 04.11.1988 |
| Каплунов, Николай Сергеевич | 1921—1990 | 04.11.1973 | 16.02.1979 | — | — |
| Каравашкин, Валентин Степанович | 1927—1999 | 29.04.1970 | — | — | — |
| Карачев, Иван Иванович | 1926—1994 | 22.02.1971 | — | — | — |
| Карлин, Александр Иванович | 1936—2016 | 07.05.1987 | — | — | — |
| Кармадонов, Игорь Васильевич | 1926—1992 | 29.04.1970 | — | — | — |
| Карпов, Юрий Михайлович | 1928—2014 | 13.02.1976 | — | — | — |
| Касаткин, Владимир Петрович | 1938—2019 | 18.02.1985 | — | — | — |
| Касатонов, Игорь Владимирович | 1939 | 30.04.1982 | 15.02.1988 | 24.10.1991 | — |
| Касумбеков, Гамид Габибович | 1923—2005 | 15.12.1972 | 28.10.1976 | — | — |
| Касьянов, Виктор Иванович | 1917—1993 | 22.02.1963 | 19.02.1968 | — | — |
| Катченков, Иван Архипович | 1926—1990 | 28.10.1976 | — | — | — |
| Катышев, Андрей Павлович | 1930—2018 | 30.10.1974 | — | — | — |
| Катышев, Трифон Григорьевич | 1919—1997 | 22.02.1963 | — | — | — |
| Кашаускас, Повилас Винцентович | 1935—2021 | 30.04.1988 | — | — | — |
| Кашуба, Дмитрий Дмитриевич | 1934—2011 | 03.11.1983 | — | — | — |
| Квятковский, Юрий Петрович | 1931 | 10.02.1981 | 06.05.1989 | — | — |
| Киреев, Станислав Петрович | 1933 | 16.12.1982 | — | — | — |
| Кириллов, Анатолий Георгиевич | 1921—1988 | 07.05.1966 | — | — | — |
| Кирток, Александр Наумович | 1913—1980 | 16.06.1965 | — | — | — |
| Киселев, Аркадий Иванович | 1928—2018 | 01.11.1980 | — | — | — |
| Киселев, Виктор Александрович | 1931—2013 | ???? | — | — | — |
| Кисов, Анатолий Иванович | 1918—2009 | 09.05.1961 | — | — | — |
| Кичёв, Василий Григорьевич | 1924—2005 | 16.06.1965 | 08.11.1971 | — | — |
| Климёнок, Александр Михайлович | 1946 | 18.12.1991 | — | — | — |
| Климов, Анатолий Дмитриевич | 1923—2023 | 27.10.1977 | — | — | — |
| Клитный, Николай Гаврилович | 1929—2023 | 25.04.1975 | 16.02.1979 | — | — |
| Кличугин, Юрий Авенирович | 1946 | 24.10.1991 | — | — | — |
| Кобельский, Леонид Иванович | 1928—2009 | 08.05.1974 | — | — | — |
| Кобец, Александр Иванович | 1944 | 24.10.1991 | — | — | — |
| Ковалёв, Евгений Петрович | 1939—2007 | 25.04.1990 | — | — | — |
| Ковалёв, Павел Семёнович | 1922—2002 | 15.12.1972 | — | — | — |
| Ковальчук, Александр Григорьевич | 1923—2003 | 06.05.1972 | — | — | — |
| Ковальчук, Александр Сергеевич | 1938—2018 | 07.05.1987 | — | — | — |
| Кожевников, Валерий Александрович | 1946 | 01.11.1989 | — | — | — |
| Кожин, Борис Борисович | 1944 | 15.10.1990 | — | — | — |
| Козин, Александр Герасимович | 1919—1980 | 27.04.1962 | — | — | — |
| Козинцев, Станислав Николаевич | 1948 | 07.02.1991 | — | — | — |
| Козлёнков, Пётр Андреевич | 1913—1999 | 14.05.1962 | — | — | — |
| Козлов, Александр Фролович | 1940—2010 | 25.04.1990 | — | — | — |
| Козлов, Валентин Степанович | 1927—2011 | 20.05.1971 | — | — | — |
| Козлов, Валентин Тихонович | 1937—1989 | 28.04.1984 | — | — | — |
| Козлов, Рудольф Васильевич | 1937—2008 | ???? | — | — | — |
| Козорезов, Николай Николаевич | 1924—1995 | ??1973 | — | — | — |
| Коковихин, Борис Алексеевич | 1919—2003 | 29.04.1970 | — | — | — |
| Кокорев, Генрих Васильевич | 1927—2007 | ???? | — | — | — |
| Кокоткин, Сергей Николаевич | 1926—2015 | 07.05.1980 | — | — | — |
| Колесников, Игорь Николаевич | 1945 | 24.10.1991 | — | — | — |
| Колмагоров, Вадим Александрович | 1934—2011 | 01.11.1980 | 05.11.1985 | — | — |
| Колондырец, Валентин Сергеевич | 1931 | 03.11.1983 | — | — | — |
| Колчин, Анатолий Дмитриевич | 1926—2001 | 05.05.1976 | — | — | — |
| Колчин, Иван Михайлович | 1921—1999 | 07.05.1966 | — | — | — |
| Комарицын, Анатолий Александрович | 1946—2017 | 30.04.1988 | — | — | — |
| Комаров, Борис Михайлович | 1936—2005 | 17.02.1982 | — | — | — |
| Комаров, Дмитрий Михайлович | 1931—2002 | 14.02.1978 | 29.10.1984 | — | — |
| Комаров, Олег Борисович | 1925—1988 | 19.02.1968 | — | — | — |
| Кондратьев, Глеб Петрович | 1924—2014 | 29.04.1970 | — | — | — |
| Кондрашов, Александр Васильевич | 1947 | 07.02.1991 | — | — | — |
| Кондрашов, Иван Фёдорович | 1918—1993 | 08.11.1971 | — | — | — |
| Коновалов, Владимир Константинович | 1911—1967 | 07.05.1966 | — | — | — |
| Коновалов, Владимир Харитонович | 1932—1981 | 27.10.1977 | — | — | — |
| Коновалов, Георгий Николаевич | 1930—2017 | 17.02.1982 | — | — | — |
| Кононихин, Игорь Афанасьевич | 1947 | 07.02.1991 | — | — | — |
| Кононов, Юрий Михайлович | 1947 | 17.02.1990 | — | — | — |
| Конычев, Анатолий Александрович | 1933—2015 | ???? | — | — | — |
| Копылов, Яков Васильевич | 1918—2002 | 07.05.1966 | — | — | — |
| Копытников, Михаил Леонидович | 1927—2009 | 16.02.1979 | — | — | — |
| Копытов, Василий Германович | 1927—1997 | 01.11.1980 | — | — | — |
| Корбан, Владимир Яковлевич | 1925—1981 | 07.05.1966 | — | — | — |
| Коренев, Борис Леонидович | 1913—1965 | 22.02.1963 | — | — | — |
| Корецкий, Пётр Варфоломеевич | 1920—1999 | 06.05.1972 | — | — | — |
| Корнеев, Анатолий Степанович | 1937—2004 | 31.10.1986 | — | — | — |
| Корнейчук, Волин Александрович | 1933—2022 | 16.12.1982 | — | — | — |
| Корнер, Виктор Дмитриевич | 1912—1984 | 09.05.1961 | — | — | — |
| Корниенко, Анатолий Иванович | 1932—2020 | 30.10.1978 | 29.04.1985 | — | — |
| Корнюшко, Валерий Анатольевич | 1945—1996 | 01.11.1989 | — | — | — |
| Коробов, Вадим Константинович | 1927—1998 | 02.11.1972 | 27.10.1977 | 29.10.1987 | — |
| Коровин, Александр Михайлович | 1936 | 07.05.1986 | — | — | — |
| Коростелёв, Семён Елизарович | 1924—1972 | 29.04.1970 | — | — | — |
| Корчагин, Фёдор Георгиевич | 1925—1985 | 25.10.1979 | — | — | — |
| Коршунов, Юрий Леонидович | 1930—2018 | 16.12.1982 | — | — | — |
| Косов, Анатолий Михайлович | 1927—1995 | 29.04.1970 | 02.11.1972 | — | — |
| Костев, Георгий Георгиевич | 1928—2021 | 30.10.1978 | — | — | — |
| Кострицкий, Станислав Петрович | 1926—1990 | 25.04.1975 | 01.11.1980 | — | — |
| Кострюков, Василий Фёдорович | 1931 | 30.10.1978 | 17.02.1988 | — | — |
| Косяченко, Марк Алексеевич | 1928—2016 | 02.11.1972 | 25.10.1979 | — | — |
| Кочергин, Николай Фёдорович | 1948 | 25.04.1990 | — | — | — |
| Кочетков, Вячеслав Николаевич | 1932—2014 | 30.10.1981 | — | — | — |
| Кошелев, Николай Николаевич | 1919—2002 | 20.12.1968 | — | — | — |
| Кравченко, Виктор Андреевич | 1943 | 29.10.1987 | — | — | — |
| Кралин, Владимир Владимирович | 1935—2007 | 17.02.1988 | — | — | — |
| Краснов, Энгельс Яковлевич | 1928—2019 | 14.02.1980 | — | — | — |
| Криворучко, Яков Ионович | 1922—1980 | 16.06.1965 | — | — | — |
| Кривцов, Николай Романович | 1918—1979 | 19.02.1968 | — | — | — |
| Критский, Анатолий Никифорович | 1935—2007 | 29.10.1984 | — | — | — |
| Кругляков, Владимир Сергеевич | 1926—2021 | 06.11.1970 | 04.11.1973 | — | — |
| Крылов, Василий Максимович | 1918—2000 | 25.10.1967 | — | — | — |
| Крылов, Михаил Михайлович | 1928—2003 | 04.11.1973 | 14.02.1978 | — | — |
| Крылов, Юрий Викторович | 1925—2005 | 04.11.1973 | 30.10.1981 | — | — |
| Крюков, Виктор Андреевич | 1932—2023 | 07.05.1980 | — | — | — |
| Кряжев, Владимир Сергеевич | 1945—2023 | 29.04.1991 | 06.05.1993 | — | — |
| Куделькин, Ярослав Максимович | 1925—1991 | 25.10.1967 | 08.05.1974 | — | — |
| Кудрявцев, Василий Григорьевич | 1927—2021 | 25.04.1975 | 01.11.1980 | — | — |
| Кудрявцев, Юрий Владимирович | 1925—2003 | 20.05.1971 | — | — | — |
| Кудряшов, Игорь Васильевич | 1937—2018 | 29.04.1983 | 07.02.1991 | — | — |
| Кудряшов, Константин Иванович | 1946—2007 | 16.08.1989 | — | — | — |
| Кузнецов, Александр Андреевич | 1928—2018 | 16.02.1979 | — | — | — |
| Кузнецов, Владимир Николаевич | 1944 | 29.10.1987 | — | — | — |
| Кузнецов, Лаврентий Михайлович | 1919—2007 | 08.11.1971 | — | — | — |
| Кузнецов, Олег Алексеевич | 1931—2000 | 10.02.1981 | — | — | — |
| Кузнецов, Юрий Алексеевич | 1925—2008 | 15.12.1972 | 13.02.1976 | — | — |
| Кузьменко, Анатолий Васильевич | 1941 | 24.10.1991 | — | — | — |
| Кузьмин, Анатолий Алексеевич | 1933 | 14.02.1978 | 28.04.1984 | — | — |
| Кузьмин, Лорий Трофимович | 1931—1992 | 16.02.1979 | 29.10.1984 | 30.06.1990 | — |
| Кулак, Михаил Георгиевич | 1943—2017 | 30.04.1988 | — | — | — |
| Кулик, Пётр Петрович | 1916—1986 | 09.05.1961 | — | — | — |
| Кулишов, Леонид Николаевич | 1918—2005 | 22.02.1963 | — | — | — |
| Кунгурцев, Юрий Константинович | 1923—2018 | 16.02.1979 | — | — | — |
| Курдин, Олег Андреевич | 1929—2000 | 03.02.1984 | — | — | — |
| Курик, Анатолий Григорьевич | 1935 | 10.02.1981 | — | — | — |
| Куроедов, Владимир Иванович | 1944 | 06.05.1989 | 20.03.1993 | 01.04.1996 | 21.02.2000 |
| Курочкин, Валентин Назарович | 1938—2018 | 05.11.1985 | — | — | — |
| Кустов, Олег Васильевич | 1937 | 17.02.1990 | — | — | — |
| Куцков, Евгений Викторович | 1930—2020 | 17.02.1986 | — | — | — |
| Кучеров, Леонид Петрович | 1938 | 07.05.1986 | 15.10.1990 | — | — |
| Кюбар, Анатолий Петрович | 1930—2000 | 30.10.1978 | — | — | — |
| Лазарев, Георгий Васильевич | 1926—1982 | 19.02.1968 | 14.02.1980 | — | — |
| Лазарев, Юрий Сергеевич | 1932—1976 | 13.02.1976 | — | — | — |
| Лазебников, Леонид Михайлович | 1918—1990 | 25.10.1967 | — | — | — |
| Ламзин, Юрий Иванович | 1939 | 06.05.1989 | — | — | — |
| Лапенков, Владимир Александрович | 1926—2006 | 23.02.1972 | 27.10.1977 | — | — |
| Лапшин, Евгений Николаевич | 1943 | 07.05.1987 | — | — | — |
| Ларин, Николай Михайлович | 1924—1992 | 15.12.1972 | — | — | — |
| Ларионов, Виталий Петрович | 1937—2022 | 03.02.1984 | 29.10.1988 | — | — |
| Лебедько, Владимир Георгиевич | 1932—2017 | 07.05.1980 | — | — | — |
| Левашов, Евгений Васильевич | 1921—1979 | 19.02.1968 | — | — | — |
| Лёгкий, Николай Григорьевич | 1931—2006 | 14.02.1977 | 03.02.1984 | — | — |
| Лемзенко, Кир Георгиевич | 1932—2023 | 25.10.1979 | 17.02.1988 | — | — |
| Леоненков, Владимир Матвеевич | 1921—1979 | 19.02.1968 | 08.11.1971 | 28.10.1976 | — |
| Леонов, Геннадий Фёдорович | 1932—1981 | 25.10.1979 | — | — | — |
| Леонтенко, Игорь Дмитриевич | 1935—2022 | 07.05.1987 | — | — | — |
| Лепихин, Николай Николаевич | 1918—1964 | 26.12.1962 | — | — | — |
| Летчфорд, Николай Эдуардович | 1925—1984 | 30.10.1978 | — | — | — |
| Литвинов, Виктор Иванович | 1939 | 29.10.1988 | — | — | — |
| Литвинов, Иван Никитович | 1937—2019 | 10.02.1981 | 13.02.1989 | — | — |
| Лихвонин, Рудольф Николаевич | 1926—2019 | 14.02.1978 | 17.02.1982 | — | — |
| Лобанов, Леонид Николаевич | 1935—2021 | 29.10.1987 | — | — | — |
| Лободенко, Вилен Васильевич | 1930—2005 | 25.04.1975 | — | — | — |
| Логинов, Владимир Павлович | 1935 | 21.04.1979 | — | — | — |
| Лойкканен, Гарри Генрихович | 1934 | 30.10.1978 | — | — | — |
| Лойко, Анатолий Николаевич | 1936—2018 | 17.02.1988 | — | — | — |
| Лосиков, Виталий Тимофеевич | 1933—2019 | 07.05.1980 | — | — | — |
| Лочмелис, Янис Язепович | 1936 | 06.05.1989 | — | — | — |
| Лукьянов, Владимир Александрович | 1927—2004 | 27.10.1977 | — | — | — |
| Лунёв, Николай Владимирович | 1925—2001 | 02.11.1972 | — | — | — |
| Луцкий, Анатолий Николаевич | 1933 | 05.05.1976 | — | — | — |
| Лысенко, Николай Иванович | 1943 | 25.04.1990 | — | — | — |
| Лыщин, Михаил Николаевич | 1924—2007 | 28.10.1976 | — | — | — |
| Лякин, Виктор Савельевич | 1934—2001 | 29.04.1985 | — | — | — |
| Мазин, Василий Александрович | 1905—1983 | 22.02.1963 | — | — | — |
| Мазин, Николай Иванович | 1946—2021 | 01.11.1989 | — | — | — |
| Майоров, Владимир Ильич | 1924—1992 | 08.11.1971 | — | — | — |
| Макаренко, Анатолий Витальевич | 1935 | 29.10.1984 | — | — | — |
| Макаров, Владимир Павлович | 1927—2018 | 30.10.1978 | — | — | — |
| Макаров, Константин Валентинович | 1931—2011 | 25.04.1975 | 30.04.1982 | 29.04.1985 | 14.11.1989 |
| Макода, Виталий Сергеевич | 1944—2021 | 29.10.1988 | — | — | — |
| Максименко, Юрий Спиридонович | 1936 | 17.02.1986 | — | — | — |
| Малов, Юрий Николаевич | 1926—2006 | 05.11.1985 | — | — | — |
| Малышев, Василий Афанасьевич | 1926—2019 | 30.10.1981 | — | — | — |
| Малышевский, Геннадий Андреевич | 1930—1989 | 25.10.1979 | — | — | — |
| Мальков, Борис Михайлович | 1932—2013 | 22.02.1983 | — | — | — |
| Мальков, Евгений Георгиевич | 1932—2015 | 28.10.1976 | — | — | — |
| Малярчук, Богдан Михайлович | 1944—2011 | 29.10.1988 | — | — | — |
| Малярчук, Виктор Степанович | 1929—1995 | 07.05.1980 | — | — | — |
| Манченко, Анатолий Алексеевич | 1946 | 07.02.1991 | — | — | — |
| Маркарьянц, Герман Михайлович | 1936—2005 | ??1990 | — | — | — |
| Марков, Александр Васильевич | 1924—2000 | 04.11.1973 | — | — | — |
| Марков, Николай Павлович | 1932—2003 | 01.11.1980 | 29.10.1988 | — | — |
| Мартынюк, Николай Ильич | 1934—2021 | 10.02.1981 | 30.04.1988 | — | — |
| Маслов, Владимир Петрович | 1925—1988 | 25.10.1967 | 08.11.1971 | 25.04.1975 | — |
| Маслов, Егор Трофимович | 1929—1998 | 16.12.1982 | — | — | — |
| Маслов, Фёдор Иванович | 1918—2007 | 22.02.1963 | — | — | — |
| Масорин, Владимир Васильевич | 1947 | 07.02.1991 | 09.05.1997 | 12.12.2003 | 15.12.2006 |
| Матвеев, Анатолий Петрович | 1928—2017 | 06.05.1972 | 10.02.1981 | — | — |
| Матвеев, Валентин Васильевич | 1914—1982 | 19.02.1968 | — | — | — |
| Матвеевский, Олег Александрович | 1929—1991 | 30.10.1981 | — | — | — |
| Матвейчук, Фёдор Акимович | 1924—1996 | 17.02.1982 | — | — | — |
| Матушкин, Лев Алексеевич | 1927—2014 | 29.04.1970 | 28.10.1976 | — | — |
| Матюхин, Виктор Филиппович | 1931—2018 | 01.11.1980 | — | — | — |
| Матюшин, Николай Феофанович | 1943 | 01.11.1989 | — | — | — |
| Махлай, Виктор Петрович | 1935—1981 | 30.10.1978 | — | — | — |
| Махонин, Игорь Георгиевич | 1932—2002 | 14.02.1980 | 29.10.1987 | 24.10.1991 | — |
| Машканцев, Пётр Григорьевич | 1912—1997 | 09.05.1961 | — | — | — |
| Медведев, Ефим Иванович | 1918—1999 | 09.05.1961 | 25.10.1967 | — | — |
| Медведев, Павел Николаевич | 1922—1987 | 20.05.1971 | 28.10.1976 | 30.04.1982 | — |
| Мельник, Константин Тимофеевич | 1920—2013 | 29.10.1984 | — | — | — |
| Меньшиков, Гелий Александрович | 1931—2008 | 07.05.1980 | — | — | — |
| Меньшиков, Юрий Николаевич | 1933—2010 | ???? | — | — | — |
| Мерзляков, Владислав Александрович | 1924—2019 | 25.10.1979 | — | — | — |
| Метелев, Юрий Алексеевич | 1926—2016 | 27.10.1977 | — | — | — |
| Мизин, Леонид Васильевич | 1921—1996 | 13.04.1964 | 19.02.1968 | 25.04.1975 | — |
| Микитенко, Александр Герасимович | 1918—1989 | 09.05.1961 | — | — | — |
| Минаев, Анатолий Иванович | 1935 | 29.04.1985 | — | — | — |
| Миненко, Николай Корнеевич | 1945—2004 | 15.10.1990 | — | — | — |
| Мироненко, Геннадий Михайлович | 1938—2018 | 07.05.1986 | — | — | — |
| Миронов, Сергей Анатольевич | 1926—1981 | 04.11.1973 | — | — | — |
| Мирошниченко, Анатолий Васильевич | 1923—2008 | 20.05.1973 | — | — | — |
| Митин, Лев Иванович | 1925—1998 | 25.10.1979 | — | — | — |
| Митрофанов, Феликс Александрович | 1928—1981 | 25.10.1979 | — | — | — |
| Михайлин, Владимир Васильевич | 1915—2007 | 22.02.1963 | 07.05.1966 | 21.02.1969 | — |
| Михайлов, Геннадий Алексеевич | 1939—1993 | 22.02.1983 | — | — | — |
| Михайловский, Аркадий Петрович | 1925—2011 | 21.02.1969 | 25.04.1975 | 07.05.1980 | — |
| Михальченко, Николай Григорьевич | 1946 | 24.10.1991 | — | — | — |
| Мищенко, Алексей Евстафьевич | 1918—1971 | 13.04.1964 | 29.04.1970 | — | — |
| Можаров, Юрий Иванович | 1930—1997 | 25.10.1979 | — | — | — |
| Молодцов, Игорь Николаевич | 1921—1973 | 16.06.1965 | — | — | — |
| Монастыршин, Владимир Михайлович | 1941 | 29.10.1987 | — | — | — |
| Моргунов, Владимир Фёдорович | 1937—2000 | ???? | — | — | — |
| Морозов, Александр Фёдорович | 1923—2001 | 28.10.1976 | — | — | — |
| Москаленко, Вадим Олегович | 1942 | 15.10.1990 | — | — | — |
| Мотрохов, Александр Никанорович | 1919—1998 | 13.04.1964 | — | — | — |
| Мочалов, Владимир Васильевич | 1933—2005 | 13.02.1976 | 03.11.1983 | — | — |
| Мудрый, Николай Васильевич | 1928—2009 | 27.10.1977 | — | — | — |
| Мухин, Константин Никандрович | 1925—2008 | 28.10.1976 | — | — | — |
| Мясоедов, Николай Борисович | 1930—2020 | 30.10.1978 | — | — | — |
| Навойцев, Пётр Николаевич | 1920—1993 | 07.05.1966 | 06.05.1972 | 30.10.1978 | — |
| Надеждин, Алексей Фёдорович | 1917—2005 | 27.04.1962 | — | — | — |
| Назаренко, Владилен Павлович | 1928—2009 | 16.12.1982 | — | — | — |
| Назаренко, Павел Иванович | 1922—2008 | 10.02.1981 | — | — | — |
| Налётов, Анатолий Иванович | 1922—1998 | 08.11.1971 | — | — | — |
| Налётов, Иннокентий Иннокентьевич | 1944—2022 | 06.05.1989 | 07.07.1992 | 30.12.1996 | — |
| Наумов, Владлен Васильевич | 1935—2014 | 25.10.1979 | — | — | — |
| Неволин, Георгий Лукич | 1921—2015 | 25.10.1967 | 02.11.1972 | — | — |
| Некрасов, Владилен Петрович | 1934—2016 | 10.02.1981 | 07.05.1987 | — | — |
| Немцов, Александр Евгеньевич | 1939—2005 | 16.12.1982 | — | — | — |
| Нерушенко, Александр Николаевич | 1922—1986 | 15.12.1972 | — | — | — |
| Нечитайло, Борис Петрович | 1929—2012 | 29.10.1984 | — | — | — |
| Никитин, Николай Фёдорович | 1918—1977 | 25.10.1967 | — | — | — |
| Никифоров, Всеволод Викторович | 1931 | 14.02.1978 | — | — | — |
| Николаев, Василий Иванович | 1927—2003 | 03.11.1983 | — | — | — |
| Николаев, Виктор Антонович | 1933—1981 | 25.10.1979 | — | — | — |
| Николаев, Сергей Михайлович | 1918—1992 | 19.02.1968 | — | — | — |
| Никулин, Виктор Иванович | 1938—2005 | 18.02.1985 | — | — | — |
| Новиков, Евгений Дмитриевич | 1919—1988 | 16.06.1965 | — | — | — |
| Новиков, Игорь Леонидович | 1925—1999 | ???? | — | — | — |
| Новиков, Николай Иванович | 1917—1989 | 19.02.1968 | — | — | — |
| Новый, Борис Гаврилович | 1937—2014 | 16.12.1982 | — | — | — |
| Образцов, Виктор Васильевич | 1946 | 25.04.1990 | — | — | — |
| Обухов, Евгений Васильевич | 1919—1999 | 25.10.1967 | — | — | — |
| Овчаров, Пётр Иванович | 1915—1979 | 27.04.1962 | — | — | — |
| Овчинников, Виктор Георгиевич | 1939—2001 | 29.10.1988 | — | — | — |
| Овчинников, Евгений Романович | 1920—2009 | 19.02.1968 | — | — | — |
| Огнев, Семён Алексеевич | 1935—2011 | 30.10.1981 | — | — | — |
| Озимов, Михаил Васильевич | 1922—2008 | 23.02.1972 | 14.02.1980 | — | — |
| Олейник, Анатолий Григорьевич | 1939—2001 | 16.12.1982 | 03.05.1989 | — | — |
| Олейник, Константин Лаврентьевич | 1933—2021 | 07.05.1980 | — | — | — |
| Олейников, Анатолий Никонорович | 1937—2000 | 15.02.1988 | — | — | — |
| Оленин, Ростислав Михайлович | 1931—2009 | 18.02.1985 | — | — | — |
| Ольховиков, Александр Васильевич | 1941—2015 | 17.02.1988 | — | — | — |
| Онищенко, Валерий Дмитриевич | 1942—2017 | 17.02.1990 | — | — | — |
| Орлов, Пётр Степанович | 1945 | 17.02.1988 | — | — | — |
| Орлов, Сергей Семёнович | 1914—1989 | 27.04.1962 | — | — | — |
| Осипенко, Леонид Гаврилович | 1920—1997 | 27.04.1962 | — | — | — |
| Осипов, Фёдор Иванович | 1928—2003 | 30.10.1981 | — | — | — |
| Осколок, Константин Константинович | 1913—1976 | 09.05.1961 | — | — | — |
| Охрименко, Григорий Николаевич | 1910—1996 | 25.10.1967 | — | — | — |
| Павлов, Анатолий Иванович | 1930—2000 | 25.04.1975 | 07.05.1980 | — | — |
| Павлов, Владимир Викторович | 1914—1985 | 09.05.1961 | — | — | — |
| Падорин, Юрий Иванович | 1926—1980 | 25.04.1975 | 30.10.1978 | — | — |
| Панин, Василий Иванович | 1934 | 16.12.1982 | 07.05.1986 | 13.02.1989 | — |
| Панов, Владимир Александрович | 1930—2005 | 14.02.1978 | — | — | — |
| Панов, Иван Митрофанович | 1927—2006 | 03.11.1983 | — | — | — |
| Парамонов, Василий Алексеевич | 1930—2005 | 28.10.1976 | — | — | — |
| Парамонов, Эдуард Николаевич | 1936—2023 | 10.02.1981 | — | — | — |
| Парахневич, Василий Васильевич | 1932—2019 | ???? | — | — | — |
| Паргамон, Иван Николаевич | 1927—2007 | 25.04.1975 | — | — | — |
| Паромов, Рудольф Васильевич | 1937—1999 | 29.10.1984 | 29.10.1987 | — | — |
| Парфентьев, Михаил Григорьевич | 1938 | 15.02.1988 | — | — | — |
| Парфирьев, Николай Сергеевич | 1932—2022 | 29.10.1984 | — | — | — |
| Пархомюк, Иван Лазаревич | 1918—1984 | 09.05.1961 | — | — | — |
| Паршин, Валентин Георгиевич | 1910—1976 | 27.04.1962 | — | — | — |
| Патрушев, Виктор Васильевич | 1944 | 29.10.1988 | 23.12.1994 | — | — |
| Патрушев, Юрий Николаевич | 1936—2020 | 30.10.1981 | 17.02.1988 | — | — |
| Паук, Аркадий Алексеевич | 1939—2010 | 18.02.1985 | — | — | — |
| Пахальчук, Фёдор Ефремович | 1916—2012 | 25.10.1967 | — | — | — |
| Пахомов, Николай Павлович | 1948 | 07.02.1991 | 22.02.1996 | — | — |
| Певнев, Иван Иванович | 1918—2000 | 23.02.1967 | — | — | — |
| Пекедов, Борис Николаевич | 1937—1999 | 30.04.1982 | 30.10.1989 | — | — |
| Пенкин, Александр Александрович | 1942—2024 | 06.05.1989 | — | — | — |
| Перевертайло, Михаил Михайлович | 1909—1977 | 27.04.1962 | — | — | — |
| Перегудов, Юрий Владимирович | 1928—1998 | 14.02.1978 | 29.04.1985 | — | — |
| Перелыгин, Владимир Николаевич | 1925—1990 | 23.02.1972 | 07.05.1980 | — | — |
| Петерсон, Анри Викторович | 1925—2016 | 04.11.1973 | — | — | — |
| Петренко, Игорь Яковлевич | 1949 | 01.11.1989 | — | — | — |
| Петров, Александр Михайлович | 1927—2014 | 28.04.1984 | — | — | — |
| Петров, Анатолий Дмитриевич | 1935—2013 | 16.02.1979 | — | — | — |
| Петров, Владимир Иванович | 1926—1991 | 28.10.1976 | 04.05.1981 | — | — |
| Петров, Игорь Николаевич | 1933—2020 | 13.02.1976 | — | — | — |
| Петров, Игорь Павлович | 1924—1981 | 10.02.1981 | — | — | — |
| Петров, Юрий Елизарович | 1941 | 07.02.1991 | — | — | — |
| Петруня, Борис Семёнович | 1932 | 18.02.1985 | — | — | — |
| Петряшёв, Кельсий Фёдорович | 1926—2001 | 25.04.1975 | 29.10.1984 | — | — |
| Печененко, Вадим Георгиевич | 1925—2014 | 07.05.1980 | — | — | — |
| Печкорин, Александр Дмитриевич | 1941 | 17.02.1988 | — | — | — |
| Пивнев, Юрий Степанович | 1936—2002 | 17.02.1982 | — | — | — |
| Пивненко, Илья Петрович | 1942 | 29.10.1988 | — | — | — |
| Пилипенко, Владимир Степанович | 1918—2005 | 29.04.1970 | 28.10.1976 | — | — |
| Пилипчук, Борис Иосифович | 1912—1984 | 22.02.1963 | — | — | — |
| Пинчук, Михаил Фёдорович | 1946—2022 | 30.06.1990 | — | — | — |
| Пирожков, Рэмир Иванович | 1935—1981 | 07.05.1980 | — | — | — |
| Пирумов, Владимир Семёнович | 1926—2014 | 25.04.1975 | — | — | — |
| Платонов, Виталий Васильевич | 1925—2017 | 29.04.1970 | 28.10.1976 | — | — |
| Поведёнок, Михаил Васильевич | 1936—2003 | 29.10.1984 | — | — | — |
| Погорелов, Фёдор Иванович | 1945 | 24.10.1991 | — | — | — |
| Подливаев, Евгений Фёдорович | 1916—1982 | 09.05.1961 | — | — | — |
| Поливанов, Валерий Тимофеевич | 1929—2014 | 27.10.1977 | — | — | — |
| Полозов, Георгий Андреевич | 1929—2018 | 17.02.1986 | — | — | — |
| Поляков, Алексей Егорович | 1926—2005 | 25.04.1975 | — | — | — |
| Полянский, Веномин Александрович | 1938—2018 | 01.11.1989 | 11.01.1992 | — | — |
| Поникаровский, Валентин Николаевич | 1927—2009 | 06.11.1970 | 28.10.1976 | 10.02.1981 | — |
| Попеко, Эдуард Алексеевич | 1935—1997 | 07.05.1980 | — | — | — |
| Попов, Борис Александрович | 1943—2016 | 01.11.1989 | — | — | — |
| Попов, Валентин Иванович | 1933 | 25.10.1979 | — | — | — |
| Попов, Владимир Александрович | 1928—2010 | 01.11.1980 | — | — | — |
| Попов, Владимир Андреевич | 1918—1991 | 07.05.1966 | — | — | — |
| Попов, Владимир Михайлович | 1937—2004 | 01.11.1989 | — | — | — |
| Попов, Вячеслав Алексеевич | 1946 | 29.04.1991 | 23.12.1994 | 12.06.1999 | — |
| Попов, Николай Миронович | 1918—2002 | 25.10.1967 | — | — | — |
| Попов, Сергей Петрович | 1921—1975 | 25.10.1967 | — | — | — |
| Порошин, Василий Алексеевич | 1938 | 16.12.1982 | 25.04.1990 | — | — |
| Поршнев, Виктор Иванович | 1922—1983 | 07.05.1966 | — | — | — |
| Постников, Василий Сергеевич | 1929—1981 | 25.10.1979 | — | — | — |
| Потанин, Гелий Матвеевич | 1926—2012 | 25.04.1975 | — | — | — |
| Потехин, Борис Николаевич | 1917—1982 | 09.05.1961 | 19.02.1968 | — | — |
| Пранц, Владимир Августович | 1924—2016 | 19.02.1968 | — | — | — |
| Преображенский, Валерий Анатольевич | 1924—1975 | 23.02.1972 | — | — | — |
| Пресняков, Алексей Васильевич | 1927—2002 | 07.05.1980 | — | — | — |
| Привалов, Виктор Васильевич | 1932—2022 | 28.10.1976 | — | — | — |
| Приходько, Борис Фёдорович | 1939—2021 | 17.02.1982 | 15.02.1989 | — | — |
| Приходько, Станислав Григорьевич | 1924—2000 | 16.02.1979 | — | — | — |
| Прозоров, Виктор Сергеевич | 1937 | 17.02.1990 | — | — | — |
| Прокопчук, Михаил Иванович | 1938—2005 | ???? | — | — | — |
| Проничкин, Алексей Прокофьевич | 1916—1982 | 27.04.1962 | — | — | — |
| Просверницын, Алексей Павлович | 1925—2001 | 28.10.1976 | — | — | — |
| Просвиров, Виктор Петрович | 1928—2023 | 07.05.1980 | — | — | — |
| Проскунов, Михаил Григорьевич | 1924—1989 | 25.10.1967 | 25.04.1975 | — | — |
| Профатилов, Анатолий Иванович | 1937—2004 | ???? | — | — | — |
| Прусаков, Владимир Тимофеевич | 1945 | 29.10.1987 | 01.08.1995 | — | — |
| Путинцев, Михаил Григорьевич | 1928—1993 | 02.11.1972 | — | — | — |
| Пушкин, Александр Сергеевич | 1929—1997 | 13.02.1976 | — | — | — |
| Радаев, Павел Семёнович | 1915—1966 | 07.05.1966 | — | — | — |
| Разумный, Игорь Андреевич | 1914—1993 | 09.05.1961 | — | — | — |
| Рассказов, Юрий Михайлович | 1938 | 07.05.1987 | — | — | — |
| Рачеенков, Виктор Яковлевич | 1932—1998 | 30.10.1981 | — | — | — |
| Ревенков, Борис Павлович | 1941—2024 | 06.05.1989 | — | — | — |
| Ревин, Геннадий Александрович | 1947—2023 | 30.06.1990 | — | — | — |
| Рензаев, Николай Фёдорович | 1923—1979 | 16.06.1965 | — | — | — |
| Решетов, Виктор Константинович | 1939—2021 | 05.11.1985 | 07.07.1992 | — | — |
| Римский, Анатолий Алексеевич | 1937—2008 | 18.12.1991 | — | — | — |
| Ровный, Пётр Иванович | 1917—2013 | 29.04.1970 | — | — | — |
| Рогачёв, Евгений Константинович | 1936—2015 | 29.10.1988 | — | — | — |
| Роговой, Владимир Иванович | 1938 | 10.02.1981 | — | — | — |
| Рогоцкий, Александр Александрович | 1918—2000 | 25.10.1967 | — | — | — |
| Рогунов, Валерий Александрович | 1942—2014 | 17.02.1988 | — | — | — |
| Родионов, Андрей Иванович | 1916—2005 | 21.02.1969 | — | — | — |
| Родионов, Виктор Захарович | 1937—1998 | 13.02.1989 | — | — | — |
| Родионов, Евгений Иванович | 1928—2020 | 30.10.1978 | — | — | — |
| Рожко, Геннадий Александрович | 1923—2007 | 15.12.1972 | — | — | — |
| Романенко, Владимир Николаевич | 1923—2005 | 23.02.1972 | 07.05.1980 | — | — |
| Романенко, Пётр Николаевич | 1922—2002 | 19.02.1968 | — | — | — |
| Романенко, Пётр Харлампиевич | 1918—1984 | 27.10.1967 | — | — | — |
| Романов, Вячеслав Григорьевич | 1937—2015 | 01.11.1989 | — | — | — |
| Руднев, Иван Семёнович | 1917—1975 | 22.02.1963 | 29.04.1970 | — | — |
| Рудомёткин, Анатолий Павлович | 1938—2020 | 07.05.1987 | — | — | — |
| Рулюк, Анатолий Антонович | 1919—1989 | 09.05.1961 | 25.04.1975 | — | — |
| Румянцев, Александр Александрович | 1924—1994 | 15.12.1972 | — | — | — |
| Румянцев, Николай Диомидович | 1913—2007 | 25.10.1967 | — | — | — |
| Руссин, Юрий Сергеевич | 1919—1997 | 09.05.1961 | — | — | — |
| Рыбак, Сергей Сергеевич | 1929—2022 | 30.10.1978 | — | — | — |
| Рыбалко, Леонид Филиппович | 1919—1964 | 09.05.1961 | — | — | — |
| Рыдченко, Иван Пантелеевич | 1917—2010 | 05.06.1973 | — | — | — |
| Рыженко, Алексей Алексеевич | 1944—2018 | 15.10.1990 | — | — | — |
| Рычков, Валентин Дмитриевич | 1925—2007 | 25.04.1975 | — | — | — |
| Рябинин, Игорь Иванович | 1936—2022 | 16.12.1982 | 29.10.1987 | — | — |
| Рябинский, Николай Иванович | 1932—2000 | 25.04.1975 | 25.10.1979 | — | — |
| Рябов, Вилен Петрович | 1927—1999 | 25.04.1975 | 16.12.1982 | — | — |
| Рябцев, Леонид Данилович | 1927—2018 | 20.05.1971 | 28.10.1976 | — | — |
| Рязанцев, Валерий Дмитриевич | 1947 | 29.10.1988 | 05.05.1995 | — | — |
| Саакян, Владимир Христофорович | 1926—1984 | 29.04.1970 | 28.10.1976 | — | — |
| Сабанеев, Владимир Дмитриевич | 1927—1981 | 04.11.1973 | 05.05.1978 | — | — |
| Савкин, Юрий Иванович | 1939 | 13.02.1989 | — | — | — |
| Садов, Иван Иванович | 1924—1996 | 25.10.1979 | — | — | — |
| Сакулькин, Иван Павлович | 1926—2007 | 13.02.1976 | — | — | — |
| Салов, Владимир Семёнович | 1924—2018 | 07.05.1966 | 07.05.1980 | — | — |
| Сальников, Леонид Михайлович | 1940—2010 | 29.10.1987 | — | — | — |
| Самарин, Юрий Макарьевич | 1923—2002 | 25.04.1975 | — | — | — |
| Самойлов, Анатолий Семёнович | 1950 | 15.10.1990 | — | — | — |
| Самойлов, Владимир Александрович | 1927—1997 | 23.02.1972 | 28.10.1976 | 16.12.1982 | — |
| Самсон, Виктор Иванович | 1943 | 25.04.1990 | — | — | — |
| Светлаков, Юрий Сергеевич | 1929—2004 | 30.10.1978 | — | — | — |
| Свирин, Станислав Константинович | 1927—2016 | 10.02.1981 | — | — | — |
| Свистунов, Олег Игоревич | 1947—2015 | ??1990 | — | — | — |
| Святашов, Пётр Григорьевич | 1942—2024 | 29.10.1987 | 11.01.1992 | — | — |
| Севастьянов, Дмитрий Тимофеевич | 1919—1982 | 29.04.1970 | — | — | — |
| Селиванов, Александр Геронтьевич | 1941—2022 | 30.04.1988 | 07.02.1991 | — | — |
| Селиванов, Валентин Егорович | 1936 | 25.10.1979 | 29.10.1984 | 13.02.1992 | — |
| Селиванов, Георгий Акимович | 1937—2020 | 03.11.1983 | — | — | — |
| Селиванов, Юрий Викторович | 1926—1989 | ??1981 | — | — | — |
| Семенков, Эдуард Никифорович | 1931—2011 | 14.02.1980 | 18.02.1985 | — | — |
| Семёнов, Геннадий Иванович | 1936—2003 | 07.05.1980 | — | — | — |
| Семёнов, Иван Александрович | 1940 | 17.02.1988 | — | — | — |
| Семилетенко, Владимир Григорьевич | 1933—1998 | 07.05.1980 | — | — | — |
| Сенин, Владимир Прохорович | 1936 | 05.11.1985 | — | — | — |
| Сергадеев, Вячеслав Егорович | 1932—2013 | 25.10.1979 | — | — | — |
| Сергеев, Валерий Николаевич | 1938—2004 | 07.05.1987 | 15.10.1990 | — | — |
| Сергеев, Василий Николаевич | 1924—2000 | 29.04.1970 | — | — | — |
| Серин, Кузьма Терентьевич | 1917—2004 | 25.10.1967 | — | — | — |
| Сивограков, Валерий Максимович | 1941—2011 | 29.04.1991 | — | — | — |
| Сигал, Давид Самойлович | 1924—2024 | 04.11.1973 | — | — | — |
| Сиденко, Анатолий Николаевич | 1932 | 09.12.1988 | — | — | — |
| Сидоренко, Александр Васильевич | 1922—1985 | 29.04.1970 | — | — | — |
| Сидоров, Александр Матвеевич | 1926—2015 | 30.10.1978 | — | — | — |
| Сидоров, Владимир Васильевич | 1924—2000 | 19.02.1968 | 06.05.1972 | 21.04.1979 | — |
| Сидорчук, Николай Николаевич | 1924—2011 | 21.02.1969 | 25.04.1975 | — | — |
| Симаков, Евгений Викторович | 1946 | 07.02.1991 | — | — | — |
| Симоненко, Анатолий Петрович | 1928—1995 | 05.05.1976 | 01.11.1980 | — | — |
| Сканцев, Виктор Иванович | 1936—2013 | 03.11.1983 | — | — | — |
| Скворцов, Александр Иванович | 1928—2009 | 25.04.1975 | — | — | — |
| Скворцов, Владислав Борисович | 1935 | 17.02.1986 | — | — | — |
| Скворцов, Евгений Александрович | 1930—2007 | 14.02.1978 | — | — | — |
| Скупов, Владимир Сергеевич | 1942—2020 | 24.10.1991 | — | — | — |
| Славгородский, Александр Павлович | 1939—2013 | 03.11.1983 | — | — | — |
| Славский, Александр Михайлович | 1937—2016 | 01.11.1980 | 18.02.1985 | — | — |
| Славянский, Герман Владимирович | 1929—1999 | 25.10.1979 | — | — | — |
| Смарагдов, Виктор Васильевич | 1929—2005 | 16.12.1982 | — | — | — |
| Смирнов, Борис Васильевич | 1927—2013 | 29.04.1985 | — | — | — |
| Смирнов, Валентин Дмитриевич | 1921—2002 | 27.10.1977 | — | — | — |
| Смирнов, Владлен Владимирович | 1944—2021 | 07.05.1987 | 06.05.1994 | — | — |
| Смирнов, Геннадий Михайлович | 1937—2020 | 04.05.1981 | — | — | — |
| Смирнов, Иван Георгиевич | 1922—2018 | 14.02.1978 | — | — | — |
| Смирнов, Константин Иванович | 1931—2019 | 01.11.1980 | — | — | — |
| Смирнов, Сергей Афанасьевич | 1927—2008 | 25.10.1979 | — | — | — |
| Смолин, Александр Матвеевич | 1931—2019 | 03.02.1984 | — | — | — |
| Смолярчук, Пётр Павлович | 1936—1997 | 04.05.1981 | — | — | — |
| Смыслов, Анатолий Степанович | 1943—2009 | 29.04.1991 | — | — | — |
| Соболев, Валентин Петрович | 1929—1985 | 14.02.1978 | — | — | — |
| Соколан, Степан Степанович | 1918—1982 | 23.02.1967 | 04.11.1973 | — | — |
| Соколов, Николай Васильевич | 1933—2011 | 16.12.1982 | — | — | — |
| Соколов, Николай Семёнович | 1918—2009 | 13.04.1964 | — | — | — |
| Соловьёв, Василий Платонович | 1915—1990 | 27.04.1962 | — | — | — |
| Соловьёв, Владимир Евгеньевич | 1942—2020 | 17.02.1990 | — | — | — |
| Соловьёв, Николай Васильевич | 1923—1975 | 19.02.1968 | — | — | — |
| Соломатин, Владимир Иосифович | 1925—1997 | 01.11.1980 | — | — | — |
| Сорнев, Игорь Андреевич | 1919—1982 | 16.06.1965 | 04.11.1973 | — | — |
| Сорокин, Алексей Иванович | 1922—2020 | 25.10.1967 | 25.04.1975 | 16.02.1979 | 16.02.1988 |
| Сорокин, Анатолий Иванович | 1921—1988 | 22.02.1963 | 07.05.1966 | — | — |
| Сорокин, Павел Александрович | 1927—1987 | 03.11.1983 | — | — | — |
| Сотников, Николай Петрович | 1921—1996 | 19.02.1968 | — | — | — |
| Сперанский, Николай Борисович | 1921—2006 | 25.10.1967 | — | — | — |
| Спешилов, Александр Викторович | 1943—2022 | 01.11.1989 | — | — | — |
| Спиридонов, Геральд Андреевич | 1930—2012 | 29.10.1984 | — | — | — |
| Спиридонов, Эмиль Николаевич | 1925—1981 | 19.02.1968 | 02.11.1972 | 25.10.1979 | — |
| Спирин, Юрий Фёдорович | 1940—2017 | 05.11.1985 | — | — | — |
| Стадниченко, Юрий Александрович | 1932—2007 | 28.10.1976 | — | — | — |
| Стариков, Александр Михайлович | 1933 | 16.12.1982 | — | — | — |
| Стариков, Валентин Георгиевич | 1913—1979 | 07.05.1966 | 29.04.1970 | — | — |
| Старожилов, Фёдор Титович | 1926—1992 | 25.04.1975 | 03.11.1983 | — | — |
| Стеблянко, Анатолий Григорьевич | 1934—2008 | 29.04.1983 | 15.02.1989 | — | — |
| Степанов, Алексей Михайлович | 1943—2015 | 15.10.1990 | — | — | — |
| Степанов, Валентин Емельянович | 1941—2002 | 03.05.1989 | — | — | — |
| Степанов, Георгий Иванович | 1928—1998 | 30.10.1981 | — | — | — |
| Степанов, Георгий Фёдорович | 1917—1987 | 13.04.1964 | 06.05.1972 | — | — |
| Стёпин, Константин Иванович | 1919—1994 | 07.05.1966 | — | — | — |
| Стерлядкин, Александр Яковлевич | 1916—2008 | 27.04.1962 | — | — | — |
| Столяров, Лев Николаевич | 1930—1992 | 07.05.1980 | — | — | — |
| Страхов, Николай Андреевич | 1924—2010 | 29.10.1984 | — | — | — |
| Стрельцов, Владимир Васильевич | 1918—2001 | 16.06.1965 | — | — | — |
| Стретович, Евгений Фёдорович | 1933—2002 | 18.02.1985 | — | — | — |
| Стукалов, Василий Викторович | 1915—1982 | 20.05.1971 | — | — | — |
| Сулейманов, Раис Шагаюпович | 1927—2014 | 25.04.1975 | — | — | — |
| Сурков, Леонид Александрович | 1933—2013 | ???? | — | — | — |
| Сухоручкин, Сергей Владимирович | 1925—1997 | 17.02.1982 | — | — | — |
| Сучков, Геннадий Александрович | 1947—2013 | 15.10.1990 | 06.05.1993 | 21.02.2002 | — |
| Сысоев, Игорь Андреевич | 1915—2002 | 25.10.1967 | — | — | — |
| Сысоев, Юрий Александрович | 1927—2003 | 22.02.1971 | 13.02.1976 | 05.11.1985 | — |
| Сычёв, Борис Константинович | 1930—1984 | 27.10.1977 | — | — | — |
| Тараканов, Николай Александрович | 1935 | ???? | — | — | — |
| Татьянко, Виктор Иванович | 1939—2014 | 25.04.1990 | — | — | — |
| Тейшерский, Александр Болеславович | 1916—1994 | 09.05.1961 | — | — | — |
| Темиров, Марат Сатиевич | 1943—1998 | 01.11.1989 | ?12.1997 | — | — |
| Терещенко, Юрий Феодосьевич | 1925—1999 | 28.10.1976 | — | — | — |
| Тимофеев, Андрей Иванович | 1915—1984 | 10.12.1964 | — | — | — |
| Тихонов, Александр Михайлович | 1915—1994 | 27.10.1967 | — | — | — |
| Тихонов, Василий Фёдорович | 1928—1981 | 25.04.1975 | 07.05.1980 | — | — |
| Тихонов, Юрий Прокофьевич | 1934—2008 | 01.11.1980 | | — | — |
| Тишкин, Анатолий Трофимович | 1930—2018 | 29.10.1984 | — | — | — |
| Ткачёв, Василий Павлович | 1936—2014 | 16.12.1982 | — | — | — |
| Ткаченко, Вадим Афанасьевич | 1928—1982 | 30.10.1978 | — | — | — |
| Токарев, Генрих Васильевич | 1927—2007 | ???? | — | — | — |
| Токарь, Фёдор Ефимович | 1915—2001 | 09.05.1961 | — | — | — |
| Толкачёв, Василий Васильевич | 1929—1998 | 25.10.1979 | — | — | — |
| Толоконников, Михаил Григорьевич | 1937—2023 | 27.10.1977 | — | — | — |
| Томко, Егор Андреевич | 1935—2008 | 01.11.1980 | 29.10.1988 | — | — |
| Топилин, Виктор Сергеевич | 1940 | 15.10.1990 | 09.06.1993 | — | — |
| Трофимов, Александр Александрович | 1924—1974 | 29.04.1970 | — | — | — |
| Трухнин, Николай Иванович | 1919—2003 | 07.05.1966 | — | — | — |
| Тулин, Кирилл Алексеевич | 1937 | 03.02.1984 | — | — | — |
| Туманов, Виктор Григорьевич | 1928—2014 | 06.05.1972 | — | — | — |
| Турков, Александр Максимович | 1925—1993 | 05.06.1973 | — | — | — |
| Тхагапсов, Меджид Махмудович | 1929—2017 | 03.11.1983 | — | — | — |
| Тынянкин, Иван Игнатьевич | 1923—2017 | ? | — | — | — |
| Тюгаев, Николай Иванович | 1922—2005 | 17.04.1980 | — | — | — |
| Удалов, Валерий Петрович | 1929—2015 | 07.05.1986 | — | — | — |
| Ужаровский, Владимир Леонардович | 1915—1998 | 09.05.1961 | — | — | — |
| Ульянов, Алексей Михайлович | 1936—1995 | 16.12.1982 | — | — | — |
| Умрихин, Геннадий Михайлович | 1931—1981 | 16.02.1979 | — | — | — |
| Усатенко, Фёдор Иванович | 1918—2002 | 22.02.1963 | — | — | — |
| Усатов, Михаил Андреевич | 1919—1995 | 26.12.1962 | ??1976 | — | — |
| Усенко, Николай Витальевич | 1927—2015 | 02.11.1972 | 30.10.1978 | — | — |
| Усков, Иван Фёдорович | 1924—2010 | 07.05.1966 | — | — | — |
| Усов, Александр Арсентьевич | 1929—2010 | 28.10.1976 | — | — | — |
| Устименко, Юрий Гаврилович | 1944—2014 | 01.11.1989 | 18.02.1993 | — | — |
| Устьянцев, Александр Михайлович | 1931—1993 | 05.05.1976 | 30.04.1982 | — | — |
| Уханов, Михаил Сергеевич | 1928—1996 | 07.05.1980 | — | — | — |
| Ушаков, Александр Петрович | 1927—2013 | 25.04.1975 | 03.02.1984 | — | — |
| Ушаков, Алексей Васильевич | 1919—1992 | 20.05.1970 | — | — | — |
| Ушаков, Пётр Тимофеевич | 1918—1973 | 25.10.1967 | — | — | — |
| Фалеев, Олег Михайлович | 1941 | 03.02.1984 | 29.06.1990 | — | — |
| Фатигаров, Герман Александрович | 1939—2014 | ???? | — | — | — |
| Фатигаров, Юрий Александрович | 1933—2019 | 16.12.1982 | — | — | — |
| Фёдоров, Владимир Прокофьевич | 1928—1996 | 30.10.1978 | — | — | — |
| Фёдоров, Николай Константинович | 1926—1995 | 27.10.1977 | 16.12.1982 | — | — |
| Фёдоров, Юрий Александрович | 1934—2003 | 14.02.1978 | — | — | — |
| Федотов, Анатолий Васильевич | 1924—1999 | 01.11.1980 | — | — | — |
| Федюковский, Александр Игнатьевич | 1929—1978 | 02.11.1972 | — | — | — |
| Федюнькин, Юрий Иванович | 1932—1997 | 25.10.1979 | — | — | — |
| Филимонов, Семён Никифорович | 1921—1987 | 23.02.1967 | 05.05.1976 | — | — |
| Филонов, Сергей Иванович | 1918—2012 | 19.02.1968 | — | — | — |
| Фиошкин, Вячеслав Викторович | 1942—2016 | 25.04.1990 | — | — | — |
| Фисюн, Михаил Викторович | 1919—1992 | 07.05.1966 | — | — | — |
| Фокин, Владимир Николаевич | 1940 | 01.11.1989 | — | — | — |
| Фомин, Юлий Александрович | 1928—2015 | 03.11.1983 | — | — | — |
| Фролов, Александр Иванович | 1938 | 17.02.1988 | 24.10.1991 | — | — |
| Фролов, Виктор Павлович | 1932—2017 | 08.05.1974 | — | — | — |
| Хайтаров, Виктор Дмитриевич | 1932—2002 | 31.10.1986 | — | — | — |
| Халиуллин, Юрий Михайлович | 1943—2022 | 30.06.1990 | — | — | — |
| Ханин, Николай Фёдорович | 1926—2017 | 29.04.1970 | — | — | — |
| Харитонов, Виктор Николаевич | 1927—2003 | 28.10.1976 | 03.02.1984 | — | — |
| Харников, Вячеслав Тимофеевич | 1945—2015 | 29.10.1988 | 23.12.1994 | — | — |
| Харченко, Борис Прокофьевич | 1938—2022 | 06.05.1989 | — | — | — |
| Харько, Владимир Михайлович | 1934—1996 | 07.05.1987 | — | — | — |
| Хватов, Геннадий Александрович | 1934—2020 | 27.10.1977 | 30.10.1981 | 29.10.1987 | — |
| Хмелёв, Владимир Александрович | 1926—2001 | 12.12.1978 | — | — | — |
| Хмельнов, Игорь Николаевич | 1945—2023 | 15.02.1989 | 19.04.1993 | 01.08.1994 | — |
| Ховрин, Николай Иванович | 1922—2008 | 16.06.1965 | 29.04.1970 | 13.02.1976 | — |
| Холод, Валентин Васильевич | 1936—2018 | 17.02.1988 | — | — | — |
| Холодов, Михаил Куприянович | 1912—1985 | 09.05.1961 | — | — | — |
| Хомчик, Сергей Степанович | 1921—1986 | 09.05.1961 | — | — | — |
| Храмцов, Виктор Михайлович | 1934—2010 | 05.05.1978 | 15.02.1988 | — | — |
| Хренов, Виктор Алексеевич | 1913—1994 | 09.05.1961 | 21.02.1969 | — | — |
| Хренов, Евгений Викторович | 1938 | 15.10.1990 | — | — | — |
| Хромов, Николай Елизарович | 1931—2022 | 28.10.1976 | 03.02.1984 | — | — |
| Хронопуло, Михаил Николаевич | 1933—2012 | 21.04.1979 | 16.12.1982 | 17.02.1986 | — |
| Худяков, Василий Ефимович | 1927—2002 | 30.10.1978 | — | — | — |
| Хужоков, Владимир Жанхотович | 1930—2012 | 01.11.1980 | — | — | — |
| Хурденко, Андрей Андреевич | 1918—2001 | 15.12.1972 | — | — | — |
| Хурс, Иван Кузьмич | 1922—2003 | 06.05.1972 | 07.05.1980 | — | — |
| Цаллагов, Пантелей Константинович | 1918—2009 | 23.02.1972 | — | — | — |
| Царёв, Борис Михайлович | 1936—2023 | 30.10.1981 | — | — | — |
| Цикало, Алексей Михайлович | 1936—2003 | 28.04.1984 | — | — | — |
| Циунель, Владимир Николаевич | 1925—2000 | 27.10.1977 | — | — | — |
| Цыгикало, Владимир Михайлович | 1928—2017 | 14.02.1977 | — | — | — |
| Чаадаев, Борис Алексеевич | 1915—1981 | 07.05.1966 | — | — | — |
| Частухин, Владимир Васильевич | 1937 | 29.10.1987 | — | — | — |
| Чебанов, Евгений Иванович | 1937—1997 | 18.02.1985 | 30.06.1990 | — | — |
| Чеботаревский, Равкат Загидуллович | 1947—1994 | 16.08.1989 | — | — | — |
| Чернавин, Владимир Николаевич | 1928—2023 | 06.11.1970 | 25.04.1975 | 14.02.1978 | 04.11.1983 |
| Чернавин, Лев Давыдович | 1928—2016 | 25.04.1975 | — | — | — |
| Чернов, Евгений Дмитриевич | 1930—2016 | 25.04.1975 | 30.10.1981 | — | — |
| Чернышков, Борис Геннадьевич | 1947 | 24.10.1991 | — | — | — |
| Чефонов, Олег Герасимович | 1937 | 30.10.1981 | — | — | — |
| Чечулин, Владимир Алексеевич | 1927—1981 | 14.02.1978 | — | — | — |
| Чижов, Александр Петрович | 1920—2005 | 06.11.1970 | — | — | — |
| Чирков, Валерий Васильевич | 1945 | 25.04.1990 | 30.08.1994 | — | — |
| Чиров, Валентин Кузьмич | 1930—2018 | 14.02.1978 | 29.04.1985 | — | — |
| Чистяков, Николай Борисович | 1925—2009 | 25.10.1967 | — | — | — |
| Чуканцов, Владимир Сергеевич | 1939 | 17.02.1988 | — | — | — |
| Чулков, Джемс Константинович | 1931—1981 | 13.02.1976 | — | — | — |
| Чулков, Леонид Дмитриевич | 1913—2016 | 09.05.1961 | 19.02.1968 | — | — |
| Чумичёв, Авенир Александрович | 1929—1991 | 01.11.1980 | | — | — |
| Чухраев, Эдуард Максимович | 1942 | 01.11.1989 | — | — | — |
| Шабалин, Александр Осипович | 1914—1982 | 21.02.1969 | — | — | — |
| Шабалин, Геннадий Александрович | 1938—2017 | 05.11.1985 | — | — | — |
| Шабликов, Николай Иванович | 1923—1984 | 29.04.1970 | 25.04.1975 | — | — |
| Шадрич, Олег Петрович | 1925—1991 | 20.05.1971 | 30.10.1978 | — | — |
| Шалыгин, Геннадий Иванович | 1935—1995 | 10.02.1981 | 06.05.1989 | — | — |
| Шаповалов, Владимир Семёнович | 1925—2006 | 16.06.1965 | 25.04.1975 | — | — |
| Шаповалов, Николай Иванович | 1918—2005 | 27.04.1962 | — | — | — |
| Шаров, Пётр Фёдорович | 1928—2019 | 27.10.1977 | 28.04.1984 | — | — |
| Шауров, Александр Алексеевич | 1931—2000 | 16.02.1979 | — | — | — |
| Шашков, Николай Александрович | 1927—2004 | 15.12.1972 | 04.05.1981 | — | — |
| Швецов, Иван Гаврилович | 1921—1997 | 25.04.1975 | — | — | — |
| Шебанин, Анатолий Сергеевич | 1931—2003 | 25.10.1979 | — | — | — |
| Шевченко, Анатолий Иванович | 1941 | 07.05.1987 | 24.10.1991 | — | — |
| Шеляг, Василий Васильевич | 1918—2004 | 16.06.1965 | — | — | — |
| Шестаков, Валерий Иванович | 1942 | 29.10.1987 | — | — | — |
| Шигаев, Дмитрий Афанасьевич | 1926—2011 | 13.02.1976 | — | — | — |
| Шилин, Арсений Захарович | 1914—1991 | 20.12.1966 | — | — | — |
| Шилин, Юрий Константинович | 1946 | 15.02.1989 | — | — | — |
| Шиндель, Даниил Ильич | 1918—1977 | 16.06.1965 | — | — | — |
| Шиндяев, Алексей Степанович | 1929—2000 | ??1985 | ??1990 | — | — |
| Широков, Владимир Леонидович | 1938—2019 | 29.10.1988 | — | — | — |
| Широченков, Анатолий Матвеевич | 1934—1996 | 16.12.1982 | — | — | — |
| Шихов, Николай Васильевич | 1926—2002 | 28.10.1976 | — | — | — |
| Шишкин, Виктор Николаевич | 1914—1983 | 27.04.1962 | — | — | — |
| Шкирятов, Олег Тимофеевич | 1948 | 29.04.1991 | — | — | — |
| Шлепнёв, Лев Данилович | 1940 | 17.02.1990 | — | — | — |
| Штыров, Анатолий Тихонович | 1929—2014 | 22.02.1983 | — | — | — |
| Шуманин, Юрий Иванович | 1938—1993 | 30.10.1981 | 24.10.1991 | — | — |
| Шумихин, Юрий Фёдорович | 1933—2003 | 30.10.1981 | — | — | — |
| Щеклейн, Василий Васильевич | 1917—2003 | 27.04.1962 | — | — | — |
| Щербаков, Вячеслав Николаевич | 1940 | 16.08.1989 | — | — | — |
| Щербаков, Иван Иванович | 1920—2014 | 22.02.1963 | — | — | — |
| Эрдман, Дмитрий Эрнестович | 1925—1992 | 29.04.1970 | — | — | — |
| Юрченко, Вячеслав Фёдорович | 1942 | 25.04.1990 | — | — | — |
| Юрченко, Дмитрий Семёнович | 1920—2008 | 29.04.1970 | — | — | — |
| Юшков, Виктор Владимирович | 1923—2010 | 19.02.1968 | | — | — |
| Ядревский, Антон Васильевич | 1912—1973 | 10.12.1964 | — | — | — |
| Якимчик, Анатолий Эдуардович | 1925—2003 | 16.02.1979 | — | — | — |
| Яковлев, Анатолий Николаевич | 1926—2010 | 28.10.1976 | — | — | — |
| Яковлев, Владимир Андреевич | 1927—1980 | 25.04.1975 | — | — | — |
| Яковлев, Григорий Емельянович | 1937—2000 | 17.02.1990 | — | — | — |
| Яковлев, Юрий Васильевич | 1931—2016 | 27.10.1977 | — | — | — |
| Ямков, Владимир Дмитриевич | 1944—2022 | 30.04.1988 | — | — | — |
| Ямковой, Борис Ефремович | 1918—1991 | 16.06.1965 | 29.04.1970 | 28.10.1976 | — |
| Ямщиков, Николай Иванович | 1919—1995 | 09.05.1961 | — | — | — |
| Яровой, Пётр Максимович | 1928—2016 | 05.05.1976 | 29.04.1985 | — | — |
| Ярыгин, Георгий Иванович | 1919—1998 | 25.10.1967 | — | — | — |
| Ясаков, Николай Яковлевич | 1928—1994 | 08.05.1974 | 27.10.1977 | — | — |
| Ясеновенко, Виктор Григорьевич | 1937 | 30.04.1982 | — | — | — |